# Jan Ziobro (skoczek narciarski)
Jan Ziobro (ur. 24 czerwca 1991 w Rabce-Zdroju) – polski skoczek narciarski, brązowy medalista konkursu drużynowego Mistrzostw Świata 2015 w Falun, zwycięzca zawodów Pucharu Świata w grudniu 2013 w Engelbergu, letni mistrz Polski z 2013, członek kadry narodowej Polski od sezonu 2010/2011, olimpijczyk z Soczi.
Zadebiutował w Pucharze Świata w sezonie 2010/2011, pierwsze punkty zdobył 12 stycznia 2013 w Zakopanem. W trakcie sezonu letniego 2013 zajął 3. miejsce w zawodach Letniego Grand Prix w Hakubie. W sezonie 2013/2014 był pierwszy i trzeci podczas konkursów PŚ w Engelbergu, ponadto uplasował się w pierwszej „piętnastce” w obu indywidualnych konkursach olimpijskich, a w konkursie drużynowym Polska z Janem Ziobro w składzie zajęła 4. miejsce.
Najwyżej w klasyfikacji generalnej PŚ uplasował się w sezonie 2013/2014, kiedy był 25.

## Przebieg kariery
Zainteresowanie skokami narciarskimi zyskał w związku z „małyszomanią”. Zaczął treningi w wieku siedmiu lat, a długość jego pierwszej, nieustanej, próby wynosiła 7 metrów.
Na początku kariery reprezentował barwy klubu UKS Regle Kościelisko.
We wrześniu 2003 wystartował w Ogólnopolskich Spotkaniach UKS-ów i zajął 16. miejsce w konkursie młodzików na Maleńkiej Krokwi. W styczniu 2004 uplasował się na 15. miejscu w Pucharze Ferii na tej samej skoczni, w lutym zajął 23. miejsce w Mistrzostwach TZN młodzików na Małej Krokwi, a w marcu na tym obiekcie uplasował się na 15. pozycji w zawodach o Puchar Związku Szkół Mistrzostwa Sportowego.

### 2004/2005
8 czerwca zajął 10. miejsce w konkursie młodzików na obiekcie K-35 w Zakopanem, rozegranym w ramach ligi szkolnej.
W lipcu 2004 był 15. w zawodach Kids Games w Wiśle-Łabajowie, w klasyfikacji młodzików. Wziął również udział w zawodach o Wielki Puchar Crunchips w Zakopanem. Był 24. na skoczni K-65. 1 sierpnia zajął 10. miejsce w konkursie o Puchar McDonald’s na tym samym obiekcie oraz 26. miejsce w rywalizacji na Średniej Krokwi. 26 września w zawodach Ogólnopolskich Spotkań UKS na tej skoczni był 14. wśród młodzików. 8 października zajął ósme miejsce w stawce roczników 1991–1992 w zawodach Euroligi w Zakopanem. W grudniu uplasował się na 11. miejscu w zawodach XXVIII Szkolnej Ligi Sportów Zimowych na Maleńkiej Krokwi, w kategorii 1991–92 oraz był szósty w Międzywojewódzkich Mistrzostwach Młodzików na Małej Krokwi.
2 stycznia 2005 zajął czwarte miejsce w kolejnym konkursie ligi szkolnej na obiekcie K-35. 15 stycznia uplasował się na przedostatniej, 63. pozycji w Mistrzostwach TZN na Średniej Krokwi. Reprezentował wówczas klub WKS Zakopane. Trzy dni później w Wiśle wystartował w pierwszym konkursie nowego cyklu krajowego Lotos Cup. Zajął 26. miejsce w kategorii dzieci. Później brał udział w kolejnych konkursach tego cyklu. 22 stycznia na obiekcie K-40 w Zagórzu był siódmy. Na początku lutego zajął natomiast 11. miejsce w Szczyrku. Tydzień później w Zakopanem był dwukrotnie dziewiąty. 4 marca w Szczyrku zajął 12. miejsce w zawodach Lotos Cup. Jeszcze tego samego dnia rozegrano tam otwarty konkurs Mistrzostw Śląska, na których uplasował się na 60. pozycji. Drugi z konkursów w ramach tych mistrzostw odbył się z podziałem na kategorie wiekowe – Ziobro był 27. w klasyfikacji juniorów młodszych. W marcu wystartował jeszcze w dwóch rundach Lotos Cup – w Wiśle zajął 15. miejsce, a w Zagórzu – ósme. Zajął 10. miejsce w klasyfikacji generalnej dzieci.

### 2005/2006
2 czerwca 2005 zajął trzecie miejsce w kategorii juniorów młodszych w konkursie Letniej Ligi na Małej Krokwi. 18 czerwca zajął 39. miejsce w zawodach o Puchar Doskonałego Mleka na Wielkiej Krokwi. W klasyfikacji juniorów młodszych był 13. W lipcu był 15. w konkursie o Wielki Puchar Crunchips, startując w barwach klubu z Kościeliska. Pod koniec września ponownie był trzeci w zawodach Letniej Ligi w Zakopanem, a 1 października zwyciężył w tym cyklu. W drugim dniu Świąt Bożego Narodzenia wziął udział w Konkursie Świątecznym w Zakopanem, gdzie sklasyfikowano go na 52. miejscu.
6 stycznia w Wiśle rozpoczął się nowy sezon Lotos Cup. Tamtej zimy Ziobro startował w kategorii juniorów młodszych. W dwóch pierwszych konkursach uplasował się na siódmej pozycji. 15 stycznia zajął 25. miejsce w Mistrzostwach TZN, będąc siódmym wśród juniorów. Pięć dni później w Zagórzu po raz pierwszy stanął na podium konkursu Lotos Cup, zajmując trzecie miejsce po skokach na odległość 43 m i 42,5 m. Następnego dnia był piąty w konkursie. 26 i 27 stycznia wziął udział w konkursach tego cyklu w Szczyrku, w obu sklasyfikowany został na czwartym miejscu. 3 lutego na Średniej Krokwi odniósł pierwsze zwycięstwo w Lotos Cup, skacząc na 86,5 m i 88 m. Dzień później był drugi. Ostatecznie zajął czwartą lokatę w klasyfikacji generalnej swojej grupy wiekowej.
15 lutego został mistrzem Ogólnopolskiej Olimpiady Młodzieży, w klasyfikacji juniorów młodszych. Na obiekcie Orlinek oddał skoki na odległość 81,5 m i 83,5 m. W drugim konkursie, rozegranym na Lubawce zdobył srebrny medal. Tym razem osiągnął 91,5 m i 77,5 m. W zawodach drużynowych WKS Zakopane z Ziobro w składzie uplasowało się na piątej pozycji. 23 lutego był drugi wśród juniorów młodszych w konkursie o Puchar Ferii w Zakopanem. 26 lutego zadebiutował na mistrzostwach Polski. Podczas rozegranego na Średniej Krokwi konkursu zajął 56. miejsce.
5 marca zadebiutował w oficjalnych zawodach międzynarodowych FIS. Wystartował w konkursie FIS Cup w Zakopanem. Skoczył na odległość 73 m i zajął 34. miejsce. 8 marca zajął piąte miejsce w zawodach ligi szkolnej w Zakopanem. 11 marca był piąty w konkursie juniorów młodszych w ramach Mistrzostw Śląsko-Beskidzkiego Związku Narciarskiego w Wiśle-Łabajowie.

### 2006/2007
17 czerwca 2006 zajął piąte miejsce w konkursie juniorów młodszych podczas zawodów o Puchar Doskonałego Mleka na Małej Krokwi. 17 lipca wystartował w konkursie FIS Cup w Garmisch-Partenkirchen, jednak został zdyskwalifikowany. 23 lipca był drugi w klasyfikacji roczników 1990-91 w zawodach o Wielki Puchar Crunchips na normalnym obiekcie w Zakopanem. Sześć dni później wystartował w nieoficjalnych mistrzostwach świata dzieci w Garmisch-Partenkirchen, gdzie zajął indywidualnie szóste miejsce, a w konkursie drużynowym był pierwszy. 17 września stanął na najniższym stopniu podium konkursu Letniej Ligi na Średniej Krokwi, w klasyfikacji roczników 1991-1992. 22 września w Szczyrku został Mistrzem UKS-ów w kategorii Junior B. W drugim konkursie indywidualnym był tam szósty, natomiast w drużynowym zdobył wraz z klubem srebro. W jednym z konkursów podczas tamtych mistrzostw doznał upadku – uderzył głową o asfalt i stracił przytomność.
7 października zdobył swoje pierwsze punkty w FIS Cup. W zawodach odbywających się w Einsiedeln zajął 26. miejsce, po skokach na 65,5 m i 60 m. Dzień później zajął 19. miejsce w konkursie na większej skoczni.
Na początku lutego 2007 zajął 13. i 15. miejsce w konkursach Lotos Cup w Wiśle. Tydzień później był czwarty i drugi w Zakopanem. 10 lutego zajął 17. miejsce w otwartych Mistrzostwach TZN na Wielkiej Krokwi. W konkursie kategorii Junior B na obiekcie K-65 był dziewiąty. 17 lutego uplasował się na 17. i 24. pozycji w zawodach FIS Cup na Średniej Krokwi. Na koniec sezonu 2006/2007 sklasyfikowany został na 74. miejscu w tabeli generalnej cyklu, z dorobkiem 38 punktów. 21 lutego zajął siódme miejsce w konkursie indywidualnym juniorów młodszych w ramach Ogólnopolskiej Olimpiady Młodzieży na Małej Krokwi. Następnie na normalnym obiekcie był dziewiąty, a w rozegranym 23 lutego konkursie drużynowym – szósty. Tego samego dnia w konkursie Lotos Cup uplasował się na szóstej pozycji, a wynik ten powtórzył nazajutrz. 9 marca w dwóch ostatnich konkursach Lotos Cup tamtej zimy zajął 10. i 8. miejsce oraz uplasował się na piątej pozycji w klasyfikacji generalnej juniorów młodszych.

### 2007/2008

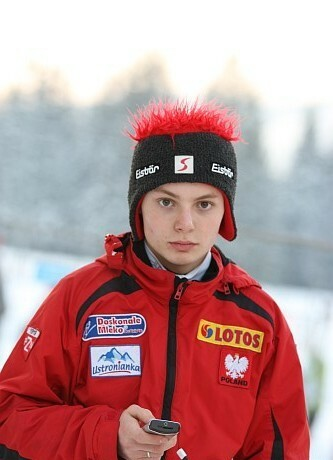
Ziobro jako przedskoczek na PŚ w Zakopanem 2008

23 czerwca 2007 zajął 29. miejsce w jednoseryjnych zawodach o Puchar Doskonałego Mleka na Wielkiej Krokwi. W konkursie Junior B na normalnym obiekcie był czwarty. 22 lipca w konkursie o Wielki Puchar Crunchips na tej samej skoczni zajął dziewiąte miejsce w kategorii Junior B.
Na początku września wystartował w konkursach FIS Cup 2007/2008 w Oberwiesenthal. Nie zdobył jednak punktów, plasując się na 42. i 31. pozycji. 21 września był 12. w konkursie juniorów w ramach Pucharu Solidarności na Wielkiej Krokwi. 6 października ponownie wystartował w FIS Cup, tym razem w Einsiedeln, gdzie zajął 12. miejsce po skokach na 70,5 m i 68,5 m, najlepsze w sezonie, a następnego dnia był 30.
13 października 2007 wziął udział w letnich mistrzostwach Polski na Wielkiej Krokwi. Uzyskał 102 m i zajął 31. miejsce. Dzień później na normalnym obiekcie, po raz pierwszy zakwalifikował się do drugiej serii konkursu o Mistrzostwo Polski – był 26. W połowie grudnia wystartował w zawodach FIS Cup w Harrachovie, gdzie zajął 59. i 51. miejsce.
26 grudnia uplasował się na 45. miejscu w Mistrzostwach Polski na Wielkiej Krokwi, po skoku na 89 m. 11 stycznia 2008 wziął udział w zawodach Lotos Cup w Wiśle, gdzie zajął trzecie i drugie miejsce. W dniach 6–8 lutego 2008 rozegrano finałowe zawody tego cyklu w Zakopanem. Na Średniej Krokwi zajął czwarte miejsce, a na Małej Krokwi był czternasty i szósty. Ostatecznie zajął siódme miejsce w klasyfikacji generalnej swojej grupy wiekowej. 11 lutego uplasował się na szóstym miejscu w klasyfikacji roczników 1990-91 Pucharu Ferii w Zakopanem. Pięć dni później w zawodach FIS Cup w Szczyrku zajął 18. i 14. miejsce. Ostatecznie sklasyfikowano go na 113. miejscu w tabeli cyklu, z dorobkiem 53 punktów.

### 2008/2009
20 lipca zajął 12. miejsce w konkursie Junior B o Wielki Puchar Crunchips. 6 września uplasował się na 44. miejscu w konkursie open Pucharu Solidarności na Wielkiej Krokwi. W klasyfikacji Junior B był 19. 10 września zajął piąte miejsce w klasyfikacji Junior A/B konkursu Letniej Ligi na Średniej Krokwi. Powtórzył ten wynik dziewięć dni później na tym samym obiekcie. 27 września, reprezentując AZS Zakopane, wystąpił w letnich mistrzostwach Polski na Malince w Wiśle, gdzie zajął 32. miejsce. W konkursie drużynowym jego klub zajął ósme miejsce.
20 grudnia wystartował w konkursie FIS Cup w Szczyrbskim Jeziorze – zajął 21. miejsce. 10 i 11 stycznia wystartował w konkursach tego cyklu w Harrachovie i w obu zawodach uplasował się na 29. pozycji. Sześć dni później w Lauschy osiągnął najlepszy wynik w sezonie – 15. miejsce, oddając w konkursie skoki na odległość 98,5 m i 96,5 m. Zdobyte w sumie 30 punktów pozwoliło mu na zajęcie 139. miejsca w klasyfikacji generalnej FIS Cup 2008/2009.
21 stycznia 2009 w Szczyrku pierwszy raz w sezonie wystartował w konkursach Lotos Cup. W pierwszym z nich był siódmy, a w następnym zajął miejsce drugie, po skoku na 58 m.
1 lutego uplasował się na szóstej pozycji na Mistrzostwach Śląsko-Beskidzkiego OZN w Wiśle. 14 lutego zajął 32. miejsce na Mistrzostwach Polski w Zakopanem. Na początku marca odbyły się tam finałowe zawody Lotos Cup. W obu konkursach Ziobro uplasował się na piątej pozycji i ostatecznie był jedenasty w klasyfikacji generalnej Junior B.
10 marca w Szczyrku ponownie został Mistrzem UKS-ów, w kategorii Junior B. Zwycięstwo zapewniły mu skoki na odległość 72 m i 71 m. Cztery dni później na Średniej Krokwi rozegrano Mistrzostwa TZN. Był w nich piętnasty. W klasyfikacji Junior B zdobył brąz. Następnego dnia odbył się konkurs na większym obiekcie, w którym Ziobro zajął po skokach na 115,5 m i 114 m trzynastą lokatę w klasyfikacji open, zwyciężając w swojej kategorii wiekowej.
26 marca wystartował w drużynowych mistrzostwach Polski na skoczni normalnej w Szczyrku, gdzie jako członek AZS Zakopane zajął 11. miejsce.

### 2009/2010
19 lipca wziął udział w zawodach o Wielki Puchar Crunchips, gdzie zajął drugie miejsce w kategorii Junior A. 8 września w Wiśle odbył się otwarty konkurs skoków o Puchar Prezesa Śląsko-Beskidzkiego ZN w ramach Tygodnia Kultury Beskidzkiej. Ziobro uplasował się na jedenastym miejscu.
12 września 2009 w konkursie FIS Cup w Szczyrbskim Jeziorze po raz pierwszy w karierze stanął na podium zawodów tego cyklu. Dwukrotnie uzyskał 90,5 m i stanął na najniższym jego stopniu. Dzień później odbył się drugi z konkursów. W pierwszej serii Ziobro osiągnął najlepszą odległość (100,5 m) i prowadził wraz z dwoma innymi zawodnikami. W drugiej uzyskał 89 m i spadł na trzecie miejsce.
26 września wystartował w zawodach o Puchar Solidarności na Wielkiej Krokwi i zajął ósme miejsce. 10 października odbyły się letnie mistrzostwa Polski na normalnej skoczni w Zakopanem. Zajął w nich osiemnaste miejsce. Dzień później był szesnasty na dużym obiekcie.
26 grudnia wystartował w mistrzostwach Polski w Skalitem i uplasował się na osiemnastej lokacie. W dniach 8–9 stycznia startował w konkursach FIS Cup w Harrachovie, w obu plasując się na siódmym miejscu. Tydzień później w Szczyrku był dwukrotnie czwarty.
23 stycznia 2011 w Bischofshofen zadebiutował w Pucharze Kontynentalnym, na którym zajął 35. miejsce po oddaniu skoku na 122,5 m. Dzień później zdobył pierwsze dwa punkty, plasując się na 29. lokacie po skokach na odległość 122,5 m i 114,5 m. Dwa tygodnie później wystartował w zawodach PK w Zakopanem, na których został sklasyfikowany na 27. i 30. miejscu. Łącznie tamtej zimy zdobył siedem punktów, które pozwoliły mu na zajęcie 123. miejsca w klasyfikacji generalnej jego debiutanckiego sezonu.
13 lutego uplasował się na 20. miejscu podczas konkursu FIS Cup w Villach, co było jego najgorszym rezultatem w tamtym sezonie. Cztery dni później odbył się konkurs indywidualny OOM w Karpaczu, w którym zajął szóstą lokatę w kategorii Junior A. W drugim konkursie, w Lubawce był trzeci po skokach na 90,5 m i 88 m. Pozwoliło mu to na zajęcie czwartego miejsca w klasyfikacji generalnej olimpiady.
Na początku marca skakał w zawodach FIS Cup w japońskim Zaō, gdzie zajął piąte i szóste miejsce. Łącznie tamtej zimy zdobył 388 pkt i był szósty w klasyfikacji generalnej sezonu 2009/2010.

### 2010/2011
Znalazł się w kadrze młodzieżowej reprezentacji Polski 2010/2011, prowadzonej przez Adama Celeja.
17 lipca zwyciężył w zawodach o Wielki Puchar Crunchips w Zakopanem w kategorii Junior A. Kilka dni później odbyły się letnie mistrzostwa Polski na Śląsku. W konkursie na normalnej skoczni w Szczyrku był osiemnasty, a na dużej w Wiśle – dwudziesty piąty. 30 lipca we francuskim Courchevel zadebiutował w zawodach Letniego Pucharu Kontynentalnego. Zajął 37. miejsce po skoku na 103,5 m. Dzień później był 35. 28 sierpnia uplasował się na 12. miejscu w konkursie o Puchar Burmistrza Zakopanego. We wrześniu wystartował w krajowym cyklu o nazwie Puchar Jesieni, rozgrywanym na obiektach w Zakopanem. Trzykrotnie był szósty, a w następnych zawodach zajął czwarte miejsce.
25 września wziął udział w zawodach LPK w Ałmaty, gdzie zajął 35. miejsce. Następnego dnia zapunktował, plasując się na 24. lokacie po skokach na odległość 93,5 m i 88,5 m. Zdobyte siedem punktów pozwoliło mu na zajęcie 109. miejsca w klasyfikacji generalnej. W październiku w kolejnych konkursach Pucharu Jesieni zajął: dziewiąte, trzynaste, dziesiąte i dwunaste miejsce. W klasyfikacji generalnej cyklu był siódmy.
7 i 8 grudnia wystartował w zawodach Pucharu Kontynentalnego w Rovaniemi, zajął w nich odpowiednio 68. i 50. miejsce. Dwa dni później w Vikersund zdobył pierwsze punkty tamtej zimy, zajmując 27. pozycję po skokach na odległość 106,5 m i 103,5 m. Kolejnego dnia był 47.
W połowie grudnia wystartował w zawodach Pucharu Zimy w Zakopanem, w których zajął piąte i czwarte miejsce. 26 grudnia zajął 17. miejsce w konkursie o mistrzostwo Polski na Wielkiej Krokwi. Dzień później na tym samym obiekcie zdobył srebrny medal w Mistrzostwach TZN, po skokach na 121 m i 125 m.
8 stycznia zajął 17. pozycję w zawodach FIS Cup w Szczyrbskim Jeziorze. Dzień później był dziewiąty. Później startował w konkursach tego cyklu w Szczyrku. W pierwszym z nich nie punktował (był 51.), jednak w kolejnym stanął na podium – zajął trzecie miejsce po oddaniu skoków na odległość 100 m i 104 m. W łącznej klasyfikacji FIS Cup 2010/2011 uplasował się na 44. miejscu z dorobkiem 103 pkt.
20 stycznia 2011 znalazł się wśród 12 zawodników zgłoszonych do startu w kwalifikacjach do pierwszego konkursu Pucharu Świata w Zakopanem. Zajął 45. miejsce i nie awansował do konkursu. Na początku lutego skakał w zawodach PK w Brotterode – był 48. i 33. Tydzień później w Iron Mountain zajął 45. miejsce. W drugim, jednoseryjnym, konkursie w tej amerykańskiej miejscowości osiągnął jednak lepszy rezultat – piąte miejsce, po skoku na 96 m. 19 lutego uplasował się na 12. lokacie na Mistrzostwach Polski w Szczyrku, ex aequo z Andrzejem Gąsienicą. Tydzień później wystartował w zawodach PK w Zakopanem – w pierwszym z nich został zdyskwalifikowany, a w drugim zajął 38. miejsce. W sumie zdobył 49 punktów w Pucharze Kontynentalnym 2010/2011 i sklasyfikowano go na 81. miejscu w tabeli generalnej.
5 marca wziął udział w Mistrzostwach TZN w Zakopanem. Na normalnej skoczni uplasował się na czwartej lokacie, natomiast na dużej był piąty. W obu konkursach zwyciężył klasyfikację Junior A.

### 2011/2012

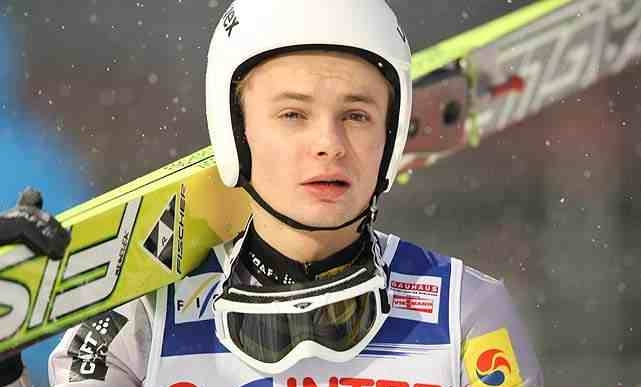
Ziobro podczas PŚ w Zakopanem (2012)

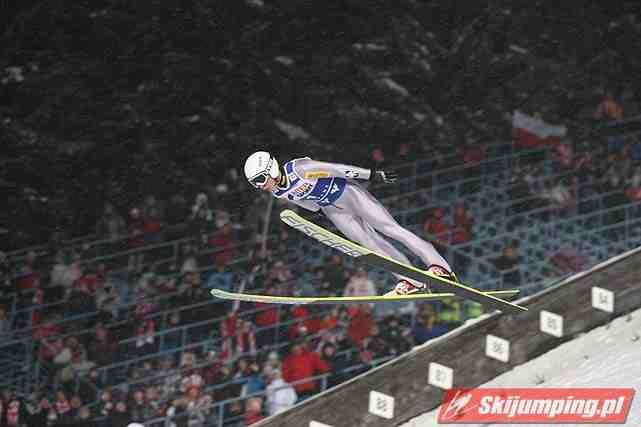
Ziobro podczas PŚ w Zakopanem (2012)

Jan Ziobro znalazł się w składzie kadry młodzieżowej Reprezentacji Polski 2011/2012, trenowanej przez Roberta Mateję.
Został zgłoszony do konkursu Letniego Pucharu Kontynentalnego 2011 odbywającego się 9 lipca w Stams, jednak został w nim zdyskwalifikowany. Następnego dnia zajął czwarte miejsce, skacząc na 109 m i 112 m. 17 lipca w Wiśle zadebiutował w zawodach Letniego Grand Prix. Po skoku na 110,5 m uplasował się na 36. miejscu, co dało mu 54. lokatę w klasyfikacji Lotos Poland Tour.
Pod koniec miesiąca startował w konkursach LPK w Courchevel, gdzie zajął 41. i 23. miejsce. 26 sierpnia wystartował w zawodach LGP w Hakubie i ukończył je na 31. miejscu. Dzień później zdobył pierwsze punkty, plasując się na 24. pozycji po skokach na 117 m i 121 m. Niedługo później osiągnął najlepszy rezultat tamtego lata, zajmując 14. lokatę w Ałmaty, oddając próby na odległość 118 m i 120,5 m. W klasyfikacji generalnej LGP 2011 był 56., z dorobkiem 25 pkt, a w tabeli Letniego Pucharu Kontynentalnego zajął 39. lokatę.
9 września wziął udział w zawodach Pucharu Jesieni w Zakopanem, gdzie doznał upadku. Z tego powodu nie wystartował w drugim konkursie tego cyklu dzień później. 17 września uplasował się na dwunastym miejscu na letnich mistrzostwach Polski na Wielkiej Krokwi, po skokach na 117,5 m i 109,5 m. Tydzień później wystartował w konkursach Pucharu Solidarności, gdzie zajął trzecie i czwarte miejsce.
27 listopada 2011 zadebiutował w zawodach Pucharu Świata, zajmując 46. miejsce w konkursie w Ruce, po skoku na 96 m. Został też zgłoszony do konkursu drużynowego. W jednoseryjnej rywalizacji oddał skok na 102,5 m, a Polska zajęła siódme miejsce. 3 grudnia wystartował w konkursie PŚ na normalnej skoczni w Lillehammer. Osiągnął 87,5 m i zajął najwyższe w sezonie, 39. miejsce. Dzień później na dużym obiekcie był 49. po skoku na 105 m. Następna runda Pucharu odbyła się w czeskim Harrachovie. Ziobro nie zakwalifikował się do pierwszego z konkursów, kończąc serię eliminacyjną na 60. miejscu. W drugim konkursie Ziobro był klasyfikowany i zajął 48. miejsce z odległością 116,5 m. 17 grudnia po raz ostatni w tamtym sezonie wystartował w konkursie Pucharu Świata, plasując się na 44. miejscu w Engelbergu, po skoku na 117 m. Nie przebrnął kwalifikacji przed drugim z konkursów indywidualnych w tej szwajcarskiej miejscowości, kończąc je na przedostatnim, 52. miejscu.
26 grudnia w świątecznych mistrzostwach Polski w Wiśle zajął dziewiąte miejsce, osiągając odległości 116 m i 114,5 m. 19 stycznia wziął udział w kwalifikacjach do konkursu PŚ w Zakopanem i uplasował się na 42. miejscu.
Od stycznia 2012 rozpoczął regularne starty w Pucharze Kontynentalnym (wystąpił już we wszystkich konkursach do końca sezonu). Pod koniec miesiąca był 53. i 43. w Bischofshofen. 4 lutego w Brotterode uplasował się na 41. miejscu, a dzień później – na 11., po skokach na 109 m i 112,5 m. Tydzień później zajął 33. pozycję w Iron Mountain.
Kolejna runda Pucharu Kontynentalnego miała miejsce w Oslo, gdzie odbyły się trzy konkursy. W pierwszym sklasyfikowano go na 21. miejscu po skokach na 97 m i 92,5 m, w drugim – na 23. po próbach na 93 m i 83,5 m, a w ostatnim z nich był 31., po lądowaniu na 97. metrze. Niecały tydzień później w polskiej Wiśle nie punktował, zajmując 31. i 43. miejsce. Na początku marca w Predazzo był 39. i 41. Punkty zdobył ponownie dopiero 10 marca w Kuopio, gdzie po skokach na 102 m i 103,5 m uplasował się na 28. miejscu. Następnego dnia był 36. W klasyfikacji generalnej cyklu znalazł się na 73. miejscu, zdobywszy łącznie 45 punktów.
Tymczasem 22 lutego Ziobro wystartował w konkursie Lotos Cup w Szczyrku, gdzie zwyciężył w kategorii senior. Dało mu to później ósme miejsce w klasyfikacji generalnej tej kategorii. 25 marca zakończył sezon udziałem w mistrzostwach Polski w Zakopanem, gdzie zajął ósme miejsce po skokach na 116 m i 122 m.

### 2012/2013
24 kwietnia ogłoszono składy Reprezentacji Polski w skokach narciarskich 2012/2013. Ziobro znalazł się w trzeciej grupie kadry A, mającej trenować w kraju z Piotrem Fijasem.
30 czerwca 2012 w Stams rozpoczął rywalizację w Letnim Pucharze Kontynentalnym 2012; uplasował się na 20. miejscu. Dzień później został zdyskwalifikowany. Tydzień później w pierwszym konkursie w Kranju ponownie został zdyskwalifikowany, a w drugim zajął 57. miejsce. 14 lipca w Soczi zdobył kolejne punkty, zajmując 29. miejsce. Następnego dnia był 35. W sierpniu wystartował w Kuopio, gdzie został sklasyfikowany na 19. i 35. miejscu.
2 września wystartował w letnich mistrzostwach kraju w Wiśle, gdzie zajął 17. miejsce. Sześć dni później startował w norweskim Lillehammer w ramach LPK i plasował się w czwartej dziesiątce. Wyższe miejsca zdobył tydzień później w Czajkowskim. W pierwszym konkursie tam rozegranym był dwunasty, po skokach na 114,5 m i 117,5 m. W następnym natomiast zajął piąte miejsce, osiągając odległości 126,5 m i 132,5 m. Rywalizację w tym cyklu zakończył w Klingenthal, gdzie ponownie był piąty (dwukrotnie uzyskując 123,5 m) oraz dwudziesty trzeci (osiągał 129 m i 125,5 m). W ostatecznej klasyfikacji Letniego Pucharu Kontynentalnego znalazł się na 21. lokacie z dorobkiem 145 punktów.
10 października wziął udział w konkursie o Puchar Solidarności na Wielkiej Krokwi. Stanął na najniższym stopniu podium po skokach na 127,5 m i 124,5 m. Podczas zgrupowania kadry w Lillehammer doznał wypadku. Wylądował w dziurę na zeskoku, wywrócił się i uderzył w bandę. Był potłuczony i miał zakładane szwy w ręce.
W dniach 8–9 grudnia brał udział w konkursach Pucharu Kontynentalnego 2012/2013 w Ałmaty, gdzie zajął 31. i 33. miejsce. Pod koniec miesiąca startował w Engelbergu. Po otwierającej serii pierwszego konkursu był dziewiąty po skoku na 115,5 m i tracił 17 pkt do prowadzącego Krafta. W drugiej rundzie Ziobro oddał najdłuższy skok konkursu – 124 m, dzięki któremu awansował na najniższy stopień podium. Strata Polaka do zwycięzcy wyniosła 14 pkt. Było to pierwsze podium Ziobro w zawodach tej rangi. Następnego dnia był 42.
W dniach 5–6 stycznia odbyły się konkursy PK na Wielkiej Krokwi. W pierwszym nie punktował, zajmując 31. miejsce. W kolejnym natomiast oddał w pierwszej serii skok na 123 m i plasował się na dziesiątej pozycji, ex aequo z Antonínem Hájkiem. W finałowym skoku uzyskał 122 m i awansował na siódme miejsce.
8 stycznia zajął 43. miejsce w kwalifikacjach do konkursu indywidualnego Pucharu Świata w Wiśle i nie uzyskał awansu. Dwa dni później wystartował w Zakopanem i tym razem, po skoku na 114,5 m zapewnił sobie awans z ostatniego nim premiowanego, czterdziestego miejsca. Jeszcze tego samego dnia odbył się konkurs główny. Ziobro skoczył na odległość 129 m i prowadził przez długi czas, ustępując dopiero startującemu z numerem 45 Maciejowi Kotowi. Po zakończeniu pierwszej serii plasował się na dwunastej pozycji. W finałowej serii skoczył na 120,5 m i spadł na dwudzieste miejsce. Były to jego pierwsze punkty PŚ w karierze.

Nie ukrywam, że w najśmielszych snach nie przypuszczałem, że w pierwszej serii skoczę 129 metrów. To był fantastyczny skok. Udało się i jestem z tego bardzo zadowolony. To mój największy sukces w dotychczasowej karierze

19 stycznia w Bischofshofen Ziobro powrócił do rywalizacji w Pucharze Kontynentalnym. Po pierwszej rundzie był najwyżej sklasyfikowanym z Polaków. Osiągnął 128,5 m i wraz z Davidem Unterbergerem plasował się na piątej lokacie. W drugiej rundzie lądował o pół metra dalej, jednak spadł na siódme miejsce. W następnym konkursie Ziobro był siódmy po pierwszym skoku, którego długość ponownie wyniosła 128,5 m. W finałowej serii uzyskał 125 m i przesunął się na piąte miejsce. Po tym weekendzie Polak awansował w klasyfikacji generalnej cyklu z 25. na 12. miejsce.

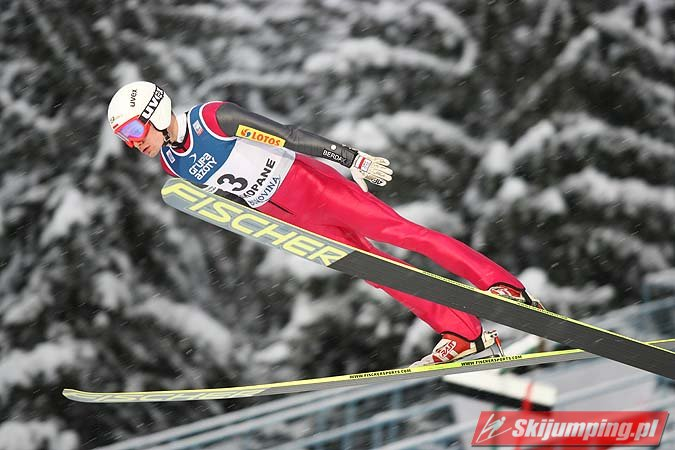
Jan Ziobro podczas PŚ w Zakopanem

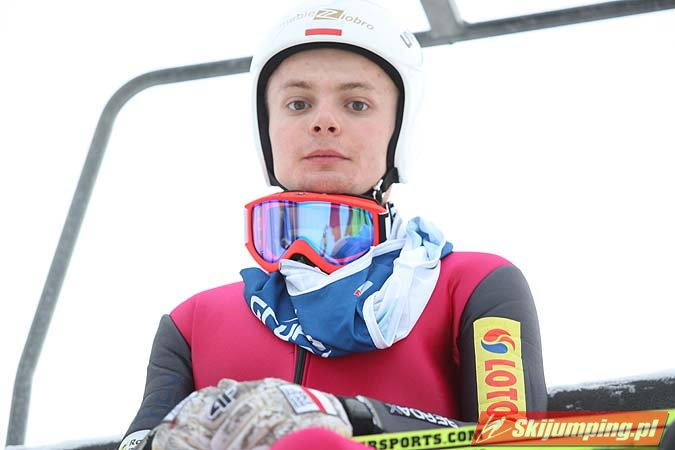
Jan Ziobro podczas PŚ w Zakopanem

Tydzień później w Titisee-Neustadt dwukrotnie był 26. W pierwszym konkursie osiągnął 129 m i 124,5 m, w drugim zaś – jednoseryjnym – 124,5 m. W generalnej klasyfikacji spadł na piętnaste miejsce. Następne zawody PK odbyły się w dniu 3 lutego w słoweńskiej Planicy. W pierwszym konkursie Ziobro zajął dziesiąte miejsce, po skokach na 124 m i 122,5 m. Po pierwszym skoku zajmował jedenaste miejsce. W drugim z konkursów Ziobro po otwierającej serii, w której skoczył na 121 m, był 28., ex aequo z Matsem S. Berggaardem. W finałowej kolejce uzyskał 123,5 m i awansował na 20. miejsce.
13 lutego wziął udział w zawodach Lotos Cup na Wielkiej Krokwi, gdzie zwyciężył w kategorii senior. Wyprzedził drugiego Łukasza Rutkowskiego o 18,7 pkt. Był to jedyny jego start w tym cyklu w 2013, ostatecznie był dwunasty w klasyfikacji generalnej.
Dwa dni później rozpoczęły się zawody FIS Team Tour 2013 na skoczni mamuciej w Oberstdorfie. W pierwszym z treningów Ziobro ustanowił nowy rekord życiowy – 159,5 m. W kwalifikacjach uzyskał o metr krótszą odległość, uplasował się w nich na 27. miejscu. Następnego dnia, w serii próbnej, poprawił swój rekord życiowy, osiągając 173,5 m. W konkursie głównym wylądował na 168. metrze zeskoku, po czym został zdyskwalifikowany za nieprawidłowy kombinezon.
23 lutego Ziobro wystartował w konkursie Pucharu Kontynentalnego w Wiśle. Po pierwszej serii był 21. Oddał skok na 120 m i był klasyfikowany ex aequo z Florianem Altenburgerem. W drugiej rundzie Polak uzyskał 127,5 m i przesunął się na szóstą lokatę. Rozegrano jeszcze jeden konkurs w tej polskiej miejscowości. W otwierającej kolejce Ziobro skoczył na 124,5 m i był szósty wraz z Łukaszem Rutkowskim. W drugiej uzyskał o dwa metry lepszą odległość, dzięki czemu stanął na trzecim stopniu podium. W klasyfikacji generalnej Ziobro awansował na siedemnaste miejsce z dwudziestego drugiego, które zajmował po absencji podczas zawodów w USA i Niemczech. Na początku marca odbyły się zawody PK w Libercu. W pierwszym z konkursów, po pierwszym skoku na 95 m Ziobro był sklasyfikowany wraz z dwoma innymi zawodnikami na 17. pozycji. W finałowej, po uzyskaniu 97 m, awansował na trzynastą lokatę, zajmując ją wspólnie z Žigą Mandlem. Drugi konkurs był jednoseryjny, Ziobro zajął wówczas ósmą lokatę po skoku na 98 m. Zdobyte punkty pozwoliły Janowi Ziobro powrócić na piętnaste miejsce w klasyfikacji generalnej. Od tamtego czasu był najwyżej sklasyfikowanym z reprezentantów Polski.
Następnie wystartował w zawodach PK w norweskim Vikersund. Po pierwszej serii konkursu z 8 marca znajdował się na czwartym miejscu, po skoku na 115 m. W finałowej rundzie uzyskał najlepszą odległość w konkursie – 119,5 m – i awansował na drugie miejsce, najlepsze w sezonie. Następnego dnia był czterdziesty. Awansował z 15. na 11. lokatę w tabeli generalnej. Ostatnia runda w tamtorocznym Pucharze Kontynentalnym odbyła się w rosyjskim Niżnym Tagile. Po pierwszej serii przedostatniego konkursu sezonu znajdował się na piątym miejscu. Oddał skok na 93,5 m, a do dwóch plasujących się na trzeciej pozycji zawodników tracił pół punktu. W drugiej kolejce uzyskał 94 m i zajął najniższe miejsce na podium. W finałowym konkursie osiągnął odległości 93,5 m i 96,5 m i zajął ósme miejsce (po pierwszym skoku był dwunasty).
Zajmując ostatecznie ósme miejsce w tabeli generalnej PK, był najwyżej sklasyfikowanym reprezentantem Polski w Pucharze Kontynentalnym 2012/2013.
Sezon zakończył występem na mistrzostwach Polski, rozegranych na dużej skoczni w Wiśle. Był czwarty drużynowo, a indywidualnie dziewiąty.

### 2013/2014
W sezonie 2013/2014 został powołany do podgrupy młodzieżowej reprezentacji Polski, prowadzonej przez Roberta Mateję.
29 czerwca 2013 rozpoczął od konkursów w austriackim Stams starty w Letnim Pucharze Kontynentalnym 2013. W pierwszych zawodach zajął dziesiąte miejsce, po skokach na 102,5 m i 103,5 m. Dzień później zajął najniższe miejsce na podium, uzyskując 109,5 m i 113,5 m. Tydzień później odbyły się dwa konkursy w Kranju. W pierwszym z nich uzyskał odległości 101,5 m i 107,5 m i uplasował się na szóstej pozycji. Dzień później był trzydziesty ósmy. Łącznie zgromadził 126 punktów i zajął piętnaste miejsce w klasyfikacji generalnej. 20 lipca 2013 w Wiśle wziął udział w konkursie z cyklu Pucharu Prezesa PZN, plasując się na jedenastym miejscu.
3 sierpnia Ziobro po dwóch latach powrócił do rywalizacji w cyklu Letniej Grand Prix 2013. Wziął udział w konkursie indywidualnym w Wiśle, gdzie oddał skoki na 124 m i 123,5 m. Po pierwszej próbie był trzydziesty, a ostatecznie sklasyfikowano go na 28. pozycji. 15 sierpnia wystartował w konkursie LGP w Courchevel. Po pierwszej serii zajmował dwunaste miejsce, skacząc na odległość 126,5 m. W finałowym skoku uzyskał 121,5 m i ostatecznie uplasował się na ósmej pozycji. Dwa dni później odbyły się zawody w szwajcarskim Einsiedeln. Po otwierającej rundzie Ziobro był 23. (skoczył na 108,5 m). W finałowej natomiast uzyskał 112 m, co zapewniło mu awans na piętnastą lokatę. Po tej części sezonu letniego Ziobro zajmował dziewiętnaste miejsce w klasyfikacji generalnej z dorobkiem 51 pkt.
23 sierpnia rozpoczęła się rywalizacja w dalekowschodniej Hakubie. W swojej pierwszej próbie w konkursie Polak lądował na 132. metrze i plasował się na drugiej lokacie, ze stratą 0,6 pkt do prowadzącego Aleksandra Zniszczoła. Długość jego drugiego skoku była jednak dziewięć metrów krótsza i ostatecznie zajął czwarte miejsce, tracąc 3 punkty do podium. Następnego dnia Ziobro był liderem po pierwszej serii konkursowej, kiedy to skoczył na odległość 124 m i posiadał 0,8 pkt przewagi nad drugim Noriakim Kasai. W drugiej rundzie skoczył na odległość 131,5 m i ostatecznie stanął na najniższym stopniu podium, przegrywając o 0,1 pkt z podwójnymi zwycięzcami – Kasai i Jernejem Damjanem. Było to pierwsze miejsce w czołowej „trójce” zawodów tej rangi. Występy w Japonii pozwoliły Polakowi na awans na dziesiątą lokatę w generalnej klasyfikacji.
1 września w konkursie o letnie mistrzostwo kraju na normalnym obiekcie w Szczyrku był ósmy. 7 września w rywalizacji o Puchar Solidarności w Zakopanem, ponownie jak przed rokiem, stanął na podium. Był drugi po dwóch skokach na odległość 128,5 m. Następnego dnia Ziobro zdobył tam tytuł letniego mistrza Polski. Osiągnął 128,5 m i 130 m i wyprzedził srebrnego medalistę, Macieja Kota o 7,7 pkt.
14 września powrócił do rywalizacji w LGP, biorąc udział w zawodach w Niżnym Tagile. W pierwszym z konkursów, odbywającym się na obiekcie normalnym zajął szóste miejsce. Skakał na 92 m i 98,5 m, ustanawiając nowy rekord obiektu, pobity jeszcze w tym konkursie przez Jakuba Jandę. Następnego dnia rozegrano konkurs na skoczni K-120, a Polak został w nim zdyskwalifikowany, dwukrotnie pobił jednak rekord skoczni w seriach treningowych (przy skokach na 128 m i 131 m). Po rosyjskich konkursach awansował na siódme miejsce w łącznej klasyfikacji, jednak po absencji polskiej kadry kilka dni później w Ałmaty spadł na jedenaste. 3 października odbył się ostatni konkurs LGP, na obiekcie K-125 w niemieckim Klingenthal. Po pierwszej serii tych zawodów Ziobro znajdował się w czołowej „dziesiątce”, na dziewiątej pozycji. Skoczył wówczas 124,5 m i był najwyżej sklasyfikowanym z Polaków. W finałowej rundzie lądował pół metra bliżej i spadł na trzynastą lokatę. Podkreślił, że w trakcie skoku czuł silny nacisk wiatru na narty, a mimo tego zostały mu odjęte punkty za wiatr. Utrzymał jedenaste miejsce w klasyfikacji generalnej, gromadząc w sumie 221 pkt, o 219 pkt mniej od zwycięzcy cyklu, Andreasa Wellingera.

Szkoda, że sezon letni się kończy, bo skacze mi się naprawdę dobrze. Mówi się trudno, oby zimą było również tak dobrze.

24 listopada odbył się pierwszy indywidualny konkurs w ramach Pucharu Świata 2013/2014, w Klingenthal. Rozegrano tylko jedną serię, w której Ziobro uzyskał 134,5 m. Zajął najwyższe w dotychczasowej karierze, dziewiąte miejsce, tracąc 10,6 pkt do zwycięzcy, Krzysztofa Bieguna. Ziobro nazwał ten konkurs „najbardziej szalonym w jakim brał udział”. Pięć dni później wystąpił w konkursie w Ruce, który zakończył na pierwszej serii. Po skoku na 118,5 m zajął 37. miejsce. W kolejnych trzech konkursach – na normalnym i dużym obiekcie w Lillehammer oraz w Titisee-Neustadt plasował się na 44. miejscu. W drugim z konkursów w Titisee zajął 48. pozycję. Po serii niepunktowanych występów spadł na 32. miejsce w klasyfikacji generalnej.
21 grudnia 2013 osiągnął największy sukces w swojej dotychczasowej karierze, zwyciężając w konkursie PŚ w Engelbergu, na skoczni Gross-Titlis-Schanze. Po pierwszej serii, w której uzyskał 134 m był liderem i wyprzedzał Andersa Bardala o 0,2 pkt. W finałowej wyrównał rekord skoczni – 141 m. Drugie miejsce zajął Kamil Stoch, tracąc 6,2 pkt do Ziobro. Ten startował wówczas z nr 28, który rok później umieścił na swoim kasku. Trener Łukasz Kruczek, stwierdził, że był to najlepszy konkurs w jego karierze szkoleniowej. Ziobro był siódmym Polakiem, który zwyciężył w zawodach PŚ. Zdaniem Wojciecha Fortuny „odbijał się z progu na takim luzie jak Kamil Stoch”. Dzień później po pierwszym skoku na 128 m zajmował dwunaste miejsce (uznał tę próbę za „delikatnie zbyt wczesną”). W drugiej rundzie oddał jednak ponownie najdłuższy skok konkursu, uzyskując 133 m. Zajął trzecie miejsce, przegrywając ze Stochem o 4,7 pkt, a z Andreasem Wellingerem o 0,8 pkt. Podkreślił, że sukces z dnia poprzedniego dodał mu pewności siebie. Po występach w Szwajcarii awansował na jedenaste miejsce w klasyfikacji generalnej PŚ, z dorobkiem 189 pkt. Do zamykającego pierwszą „dziesiątkę” Piotra Żyły tracił 11 pkt. W trakcie konkursów w Szwajcarii Ziobro miał zapisane na swoich nartach hasło „luz w dupie”. Zostało to wychwycone przez media i wkrótce napis zyskał popularność w internecie.
Ziobro znalazł się w składzie reprezentacji Polski na 62. Turniej Czterech Skoczni. Plasował się w czołówce typów bukmacherów do zwycięstwa w klasyfikacji, będąc m.in. szósty i siódmy na ich listach. 28 grudnia rozegrano kwalifikacje do otwierającego turniej konkursu w Oberstdorfie. Ziobro skoczył na 131,5 m i zajął 19. miejsce, ex aequo z Żyłą. W systemie KO został przydzielony do szóstej pary, z Dienisem Korniłowem. W pierwszej serii konkursowej osiągnął odległość 126,5 m i wygrał z Rosjaninem, który lądował 10,5 m bliżej. W całościowych wynikach znajdował się na czternastym miejscu. W drugiej rundzie skoczył na 123 m i spadł na siedemnastą lokatę. Dwa dni później w kwalifikacjach w Garmisch-Partenkirchen Ziobro był osiemnasty (osiągnął 133 m) i znalazł się na liście startowej konkursu w parze nr 8 z Maciejem Kotem. W konkursie głównym skoczył na odległość 128 m i przegrał z Kotem o 4,7 pkt. Ukończył konkurs na 33. miejscu. W klasyfikacji turnieju spadł na 26. miejsce. W kwalifikacjach w Innsbrucku uzyskał 38. rezultat, po skoku na 118 m. Znalazł się w trzynastej parze, z Klemensem Murańką. W konkursie głównym skoczył na odległość 120,5 m, o pięć metrów krócej od konkurenta i przegrał z nim o 3,2 pkt. Zakwalifikował się jednak do finałowej rundy jako lucky-loser, plasując się na 24. miejscu. W drugiej serii uzyskał 117,5 m, jednak została ona przerwana i za wiążące uznano wyniki pierwszej. W klasyfikacji łącznej TCS spadł o jedną lokatę, na 27. miejsce. W kwalifikacjach do ostatniego z czterech konkursów turnieju, w Bischofshofen zajął trzynaste miejsce, uzyskując odległość 136 m. Ponownie znalazł się w trzynastej parze, tym razem z Jernejem Damjanem. W fazie KO uzyskał dystans 128,5 m. Wygrał ze Słoweńcem o 11 pkt i znalazł się na 27. miejscu w klasyfikacji pierwszej serii. Drugi, o pół metra krótszy skok, pozwolił mu na przesunięcie się na 23. pozycję. Ostatecznie zajął 22. miejsce w turnieju, z notą 742,1 pkt. Po tych czterech konkursach spadł w tabeli Pucharu Świata na trzynaste miejsce, posiadając 217 punktów. Zajmował je wspólnie z Piotrem Żyłą.
Kolejną rundą PŚ były jedyne zawody Pucharu Świata w lotach narciarskich 2013/2014, odbywające się na Kulm. Już w trakcie pierwszego treningu Ziobro poprawił swój rekord życiowy, lądując na 183. metrze. Był on prekwalifikowany do tego konkursu, jednak wziął udział w kwalifikacjach, gdzie poprawił wspomniany rekord o pół metra. W pierwszej serii konkursowej osiągnął 176 m i był osiemnasty. W drugiej wyrównał rekord życiowy (183,5 m) i przesunął się o jedną pozycję w górę. W kwalifikacjach do drugiego z konkursów uzyskał odległość 192 m i zajął w nich dziesiąte miejsce. Jego pierwszy skok w konkursie głównym zmierzono na 172,5 m, za co był sklasyfikowany na 23. miejscu. W drugiej rundzie wylądował na 160. metrze zeskoku i spadł na trzydziestą pozycję. W ostatecznej klasyfikacji Pucharu Świata w lotach narciarskich 2013/2014 zajął 24. miejsce z dorobkiem 15 pkt. Tymczasem w tabeli PŚ w skokach spadł na piętnaste miejsce, tracąc do lidera Stocha 395 pkt, a do czternastego Żyły – 8 pkt.
16 stycznia Ziobro wziął udział w konkursie PŚ w Wiśle. Prowadził po pierwszej serii, w której lądował na 133. metrze. Miał 0,4 pkt przewagi nad drugim Michaelem Hayböckiem. W drugiej osiągnął 126 m i spadł na szóste miejsce. Dwa dni później rozegrano konkurs drużynowy w Zakopanem – Ziobro znalazł się na liście startowej w trzeciej grupie. Był to dla niego pierwszy konkurs drużynowy w tamtym sezonie. W poprzedzającej go serii próbnej zajął drugie miejsce, po skoku na 136,5 m. Po swojej próbie na odległość 126 m w pierwszej serii konkursowej Ziobro utrzymał dla Polski trzecie miejsce. W finałowej rundzie, po drugiej grupie Polska znajdowała się na czwartym miejscu i do trzecich Austriaków traciła 1,9 pkt. Ziobro tym razem wylądował pół metra dalej, co pozwoliło Polsce na awans na trzecią lokatę. Ostatecznie zajęli jednak czwarte miejsce. Konkurs indywidualny odbył się w zmiennych warunkach i nazwany został „absurdalnym”. Polak w jedynej serii osiągnął 119 m i zajął 21. miejsce. W klasyfikacji generalnej po polskich konkursach powrócił na trzynaste miejsce, wyprzedzając Żyłę i Roberta Kranjca. Po absencji w dwóch konkursach w Sapporo spadł jednak o jedną lokatę, ze względu na punkty zdobyte przez Kranjca.
1 lutego odbył się pierwszy z konkursów indywidualnych w Willingen, ostatnich przed igrzyskami olimpijskimi. W pierwszym skoku uzyskał 137,5 m i był 22. Długość jego drugiej próby wyniosła 141 m i Polak awansował na 21. miejsce, wyprzedziwszy Żyłę. Dzień później skoczył na odległość 121 m i zakończył rywalizację na 38. miejscu. W klasyfikacji generalnej spadł na szesnaste miejsce, posiadając 292 pkt.

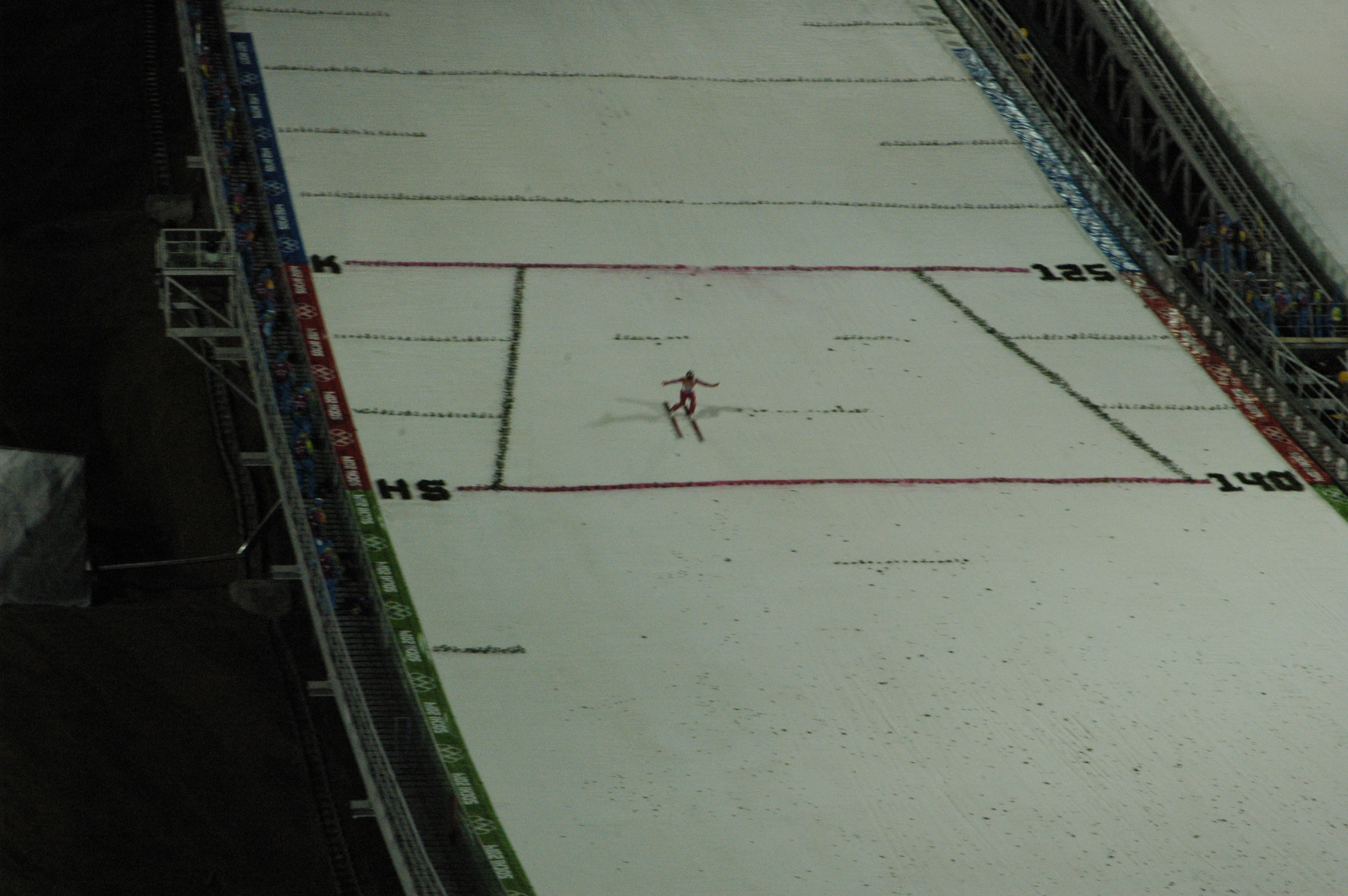
Ziobro podczas lądowania w skoku kwalifikacyjnym na dużej skoczni w Soczi

Znalazł się w składzie reprezentacji olimpijskiej na igrzyska w Soczi. Na pierwszych oficjalnych treningach przed konkursem na skoczni normalnej zajmował miejsca: 8., 15., 10. W trakcie treningów pojawiły się wątpliwości dotyczące obecności napisu „luz w dupie” na sprzęcie Ziobro. Skoczek uznawał go za istotny w przygotowaniu psychicznym przed skokiem. Jednak po interwencji Agnieszki Baczkowskiej została udzielona zgoda na jego wykorzystanie. W kwalifikacjach Ziobro był 22., po skoku na 95 m. Konkurs indywidualny odbył się 9 lutego. W serii próbnej Ziobro zajął najlepsze z Polaków, czwarte miejsce – uzyskał 99,5 m. W pierwszej serii konkursowej skoczył na 101 m i zajmował dziewiątą pozycję. W drugiej lądował dwa metry bliżej i spadł na trzynastą.
Następnie rywalizacja przeniosła się na duży obiekt. W oficjalnych treningach Polak prezentował nierówną dyspozycję, plasując się w nich zarówno w drugiej, jak i w czwartej dziesiątce. W kwalifikacjach skoczył na odległość 123 m i zajął 13. pozycję. W konkursie głównym, po pierwszym skoku zajmował szesnaste miejsce (osiągnął wówczas 128,5 m). W drugiej lądował metr dalej, dzięki czemu przesunął się na piętnastą pozycję. Swoje skoki uznał za „bardzo dobre”.
Ziobro został wybrany do składu na olimpijski konkurs drużynowy, odbywający się 17 lutego. Ponownie zgłoszony został do trzeciej grupy. Przed jego skokiem Polska plasowała się na siódmej pozycji. Skoczył na odległość 130,5 m, co pozwoliło Polakom na wyprzedzenie Finów. Pierwszą serię Polacy kończyli na czwartej pozycji, ze stratą 18,3 pkt do trzecich Japończyków. Przed próbą Ziobro w finałowej serii „biało-czerwoni” byli piąci. Ziobro uzyskał 133 m i jego drużyna awansowała na czwarte miejsce, na którym zakończyła zawody – była to najlepsza lokata reprezentacji Polski w historii ich występów na igrzyskach. Do brązowego medalu Polacy stracili 13,1 pkt. Zdaniem trenera Kruczka skoki tego zawodnika w trakcie igrzysk były najlepsze właśnie w konkursie zespołów, on sam także uznał je za „bardzo dobre”.

Nie uniknęliśmy błędów. Każdy z nas skoczył normalny skok, oprócz Jaśka, ponieważ on skakał super i jest moim bohaterem.

Pierwszy po igrzyskach konkurs PŚ odbył się 26 lutego w szwedzkim Falun. Ziobro w pierwszym ze skoków uzyskał odległość 122,5 m i był sklasyfikowany na 16. miejscu. Po drugiej próbie (119 m) spadł na 21. miejsce. Do następnego konkursu odbywającego się w Lahti nie zakwalifikował się, zajmując w serii kwalifikacyjnej 58. miejsce. W kolejnym, mającym miejsce również w Lahti zajął 38. miejsce (skoczył na 116,5 m). Do zawodów w Kuopio nie uzyskał kwalifikacji. Następne punkty zdobył dopiero w norweskim Trondheim, 7 marca. Po pierwszej próbie (o długości 126 m) zajmował 23. miejsce. W drugiej osiągnął półtora metra więcej i przesunął się o dwie lokaty w górę. Dwa dni później w Oslo ponownie nie punktował, kończąc rywalizację na 43. pozycji. Po zakończeniu skandynawskiej części sezonu plasował się na 22. miejscu w klasyfikacji generalnej. Ziobro stwierdził po igrzyskach, że „wyczerpały mu się akumulatory”.
W połowie marca odbyły się Mistrzostwa Świata w Lotach Narciarskich 2014 w Harrachovie. Po skokach treningowych na 177 m i 189 m został wybrany do czteroosobowego składu na kwalifikacje. Skoczył tam na odległość 169,5 m i zajął dziewiętnaste miejsce. W pierwszej serii konkursu indywidualnego Ziobro uzyskał 175,5 m i zajmował 23. lokatę. W drugiej lądował dziewięć metrów krócej i spadł na 27. miejsce. Do lidera, Severina Freunda Polak tracił 78,6 pkt. Dwie pozostałe serie zostały odwołane i za ostateczne uznano wyniki z pierwszego dnia. W składzie Polski do rywalizacji drużyn Ziobro się nie znalazł, ustępując Piotrowi Żyle, jednak i ten konkurs nie został rozegrany.
Rywalizację w tamtym sezonie Pucharu Świata kończyły konkursy w Planicy. Do pierwszego indywidualnego nie zakwalifikował się, zaś w finałowym zajął 47. miejsce. Ukończył sezon na 25. miejscu w ostatecznej klasyfikacji, z 312 pkt. Wystąpił w 23 konkursach indywidualnych, punktując trzynaście razy.

### 2014/2015

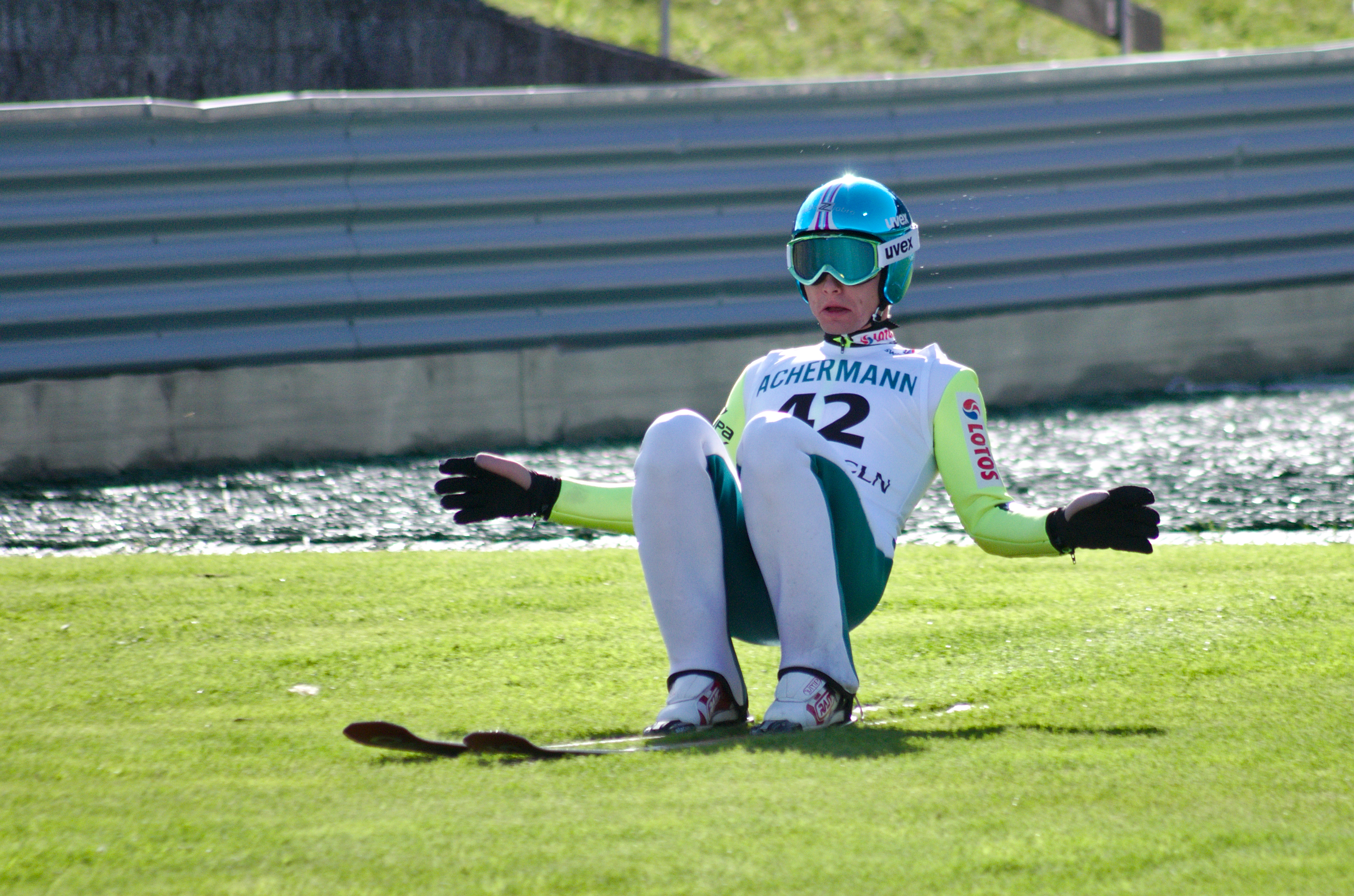
Ziobro podczas Letniego Grand Prix w Einsiedeln

W sezonie 2014/2015 został powołany do kadry A, prowadzonej przez Łukasza Kruczka. 19 lipca odbył się konkurs indywidualny Letnich Mistrzostw Polski 2014 w Wiśle. Nie obronił tytułu mistrzowskiego i po skokach na 120 m i 120,5 m zajął jedenaste miejsce. W konkursie zespołów zdobył brązowy medal, drugi w karierze „krążek” mistrzostw Polski. Uzyskał odległości 112,5 m i 125,5 m.
24 lipca odbyły się kwalifikacje do rozgrywanego w nowym formacie konkursu Letniego Grand Prix 2014 w Wiśle. Ziobro skoczył na 133 m, co było drugą odległością spośród wszystkich zawodników. Wskaźniki pokazały jednak, iż miał najbardziej korzystny wiatr i uplasował się na piętnastym miejscu. Znalazł się w trzeciej grupie rozgrywanego 26 lipca konkursu głównego. W pierwszej serii uzyskał 123,5 m, co zapewniło mu awans z trzeciej lokaty w grupie, a z czternastej w ogóle. Utrzymał się na nim po uzyskaniu 126,5 m w finałowej rundzie. Dzień później wystartował w VI Memoriale Olimpijczyków, w trakcie którego panowały loteryjne warunki atmosferyczne. Ukończył rywalizację na 17. miejscu. 1 sierpnia wystąpił w konkursie Letniego Pucharu Kontynentalnego w Wiśle. Po pierwszej serii, w której skoczył na 117 m zajmował piętnaste miejsce, jednak w finałowej awansował na szóste po najdłuższej próbie w kolejce – 129 m. Dzień później stanął na najniższym stopniu podium, po skokach na 121,5 m i 120,5 m.
W kwalifikacjach do konkursu LGP w Einsiedeln zajął 25. miejsce. W następnej rundzie znalazł się w grupie nr 4, w której uzyskując 105,5 m był siódmy, tracąc 0,6 pkt do premiowanej awansem pozycji. Ostatecznie zajął 31. miejsce i spadł na 23. w klasyfikacji generalnej. Do kolejnych zawodów, w Courchevel, nie zakwalifikował się. Nie brał już udziału w żadnym z konkursów LGP do końca sezonu i ostatecznie zajął 62. miejsce w klasyfikacji generalnej. Skakał natomiast w konkursach LPK w Trondheim pod koniec września, gdzie był 12. i 19. W klasyfikacji łącznej tego cyklu był 24.
Rywalizację w Pucharze Świata 2014/2015 rozpoczął od inaugurujących sezon zawodów w Klingenthal. W konkursie drużynowym zastąpił kontuzjowanego Kamila Stocha. Oddał skok na 121,5 m, a Polacy zajęli dziewiąte miejsce, przegrywając z Austriakami awans do finału o 0,1 pkt. W rywalizacji indywidualnej uzyskał 124 m i uplasował się na 34. miejscu. Skakał wówczas z kontuzją stawu skokowego. Do obu konkursów w Ruce nie uzyskał awansu. Ziobro zapunktował w pierwszym z konkursów w Lillehammer, rozgrywanym w zmiennych warunkach atmosferycznych. Po skoku na odległość 129,5 m w pierwszej kolejce był ósmy. W drugiej wylądował na 121. metrze, lecąc przy niesprzyjającym wietrze, co zaskutkowało spadkiem na 19. lokatę (najlepszy wynik spośród reprezentantów Polski). Dzień później był 31. Po zawodach w Norwegii znajdował się na 36. pozycji w klasyfikacji generalnej, z dorobkiem 12 punktów.

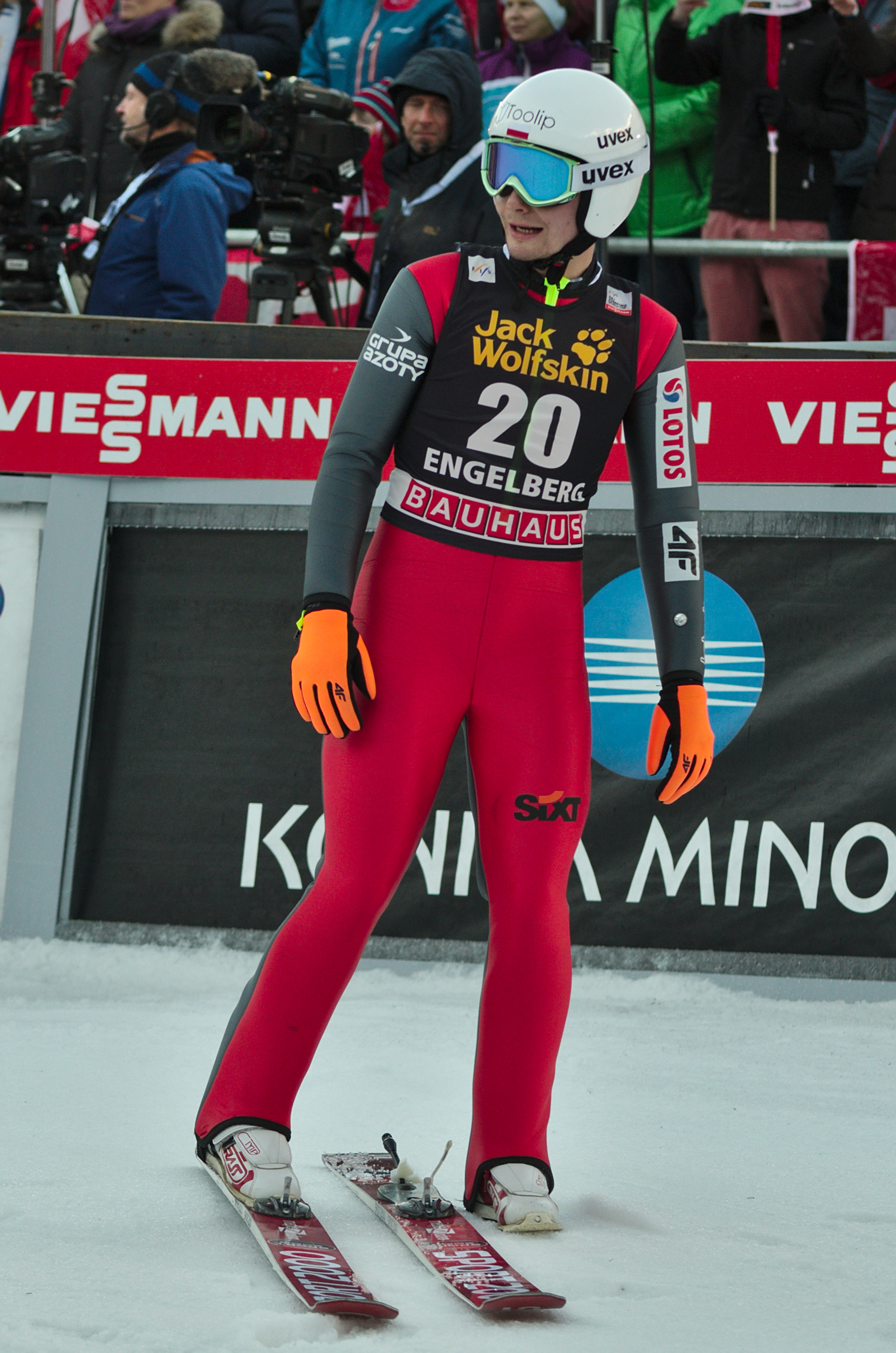
Ziobro w Engelbergu

Podczas rundy w Niżnym Tagile, nie punktował w obu konkursach – w jednym był 31. po skoku na 119,5 m, a w drugim zajął 40. lokatę, uzyskując odległość 109 m. Spadł na 42. miejsce w klasyfikacji łącznej. Kolejnymi zawodami PŚ były te w Engelbergu. Po otwierającej serii pierwszego z konkursów, Ziobro zajmował 19. miejsce – uzyskał wówczas 125 m. W drugiej kolejce lądował cztery metry dalej i ostatecznie był dwudziesty, zajmując najwyższe miejsce z Polaków. Dzień później był 36. po skoku na 120 m. Przed TCS zajmował 39. miejsce w klasyfikacji generalnej, z dorobkiem 23 punktów.
Na grudniowych mistrzostwach Polski w Wiśle zdobył brązowy medal, po skokach na 114 m i 122,5 m. Był to jego pierwszy krążek w zimowej edycji krajowego czempionatu.
Wystąpił w niemieckiej części 63. Turnieju Czterech Skoczni. W kwalifikacjach w Oberstdorfie zajął 34. miejsce i znalazł się w parze systemu KO z broniącym tytułu Thomasem Diethartem. W konkursie głównym Polak uzyskał 95,5 m i zajął ostatnie, 50. miejsce. Nie przeszedł kwalifikacji przed konkursem w Ga-Pa.

W Oberstdorfie rozmawialiśmy o moim dojeździe, który nie funkcjonuje. Nie jest taki jak powinien być i z tego dojazdu nie da się nic zrobić. Teraz te skoki przelatują na progu. Musimy wrócić do tego dojazdu, który kiedyś funkcjonował. Z takimi skokami i z takim dojazdem to można skakać na lidze szkolnej, a nie w Turnieju Czterech Skoczni (...)

Przed drugą połową turnieju został odesłany do kraju. 10 stycznia 2015 wystąpił w konkursie Pucharu Kontynentalnego w Wiśle. W jedynej serii uzyskał odległość 120,5 m i odniósł zwycięstwo, wyprzedzając o 0,6 pkt innego zawodnika pierwszej kadry, Klemensa Murańkę. Następnego dnia zajął ósme miejsce, po skoku na 125 m. Po tych konkursach był trzynasty w klasyfikacji generalnej PK. 15 stycznia w jednoseryjnym konkursie Pucharu Świata w Wiśle uplasował się na 23. pozycji, po skoku na 123 m. Podkreślił, że zdobycie punktów miało związek z poprawieniem pozycji dojazdowej. Następnie w Zakopanem zajął 43. miejsce, uzyskując odległość 112,5 m. Po tych zawodach plasował się na 45. pozycji w klasyfikacji generalnej PŚ.
24 stycznia odbył się pierwszy z konkursów PŚ w Sapporo. Po skokach na 125,5 m i 118,5 m zajął w nim osiemnaste miejsce. Dzień później awansował do drugiej rundy jako ostatni, lądując na 117. metrze. W drugiej serii uzyskał odległość o 5,5 m krótszą, jednak awansował o jedną lokatę dzięki dyskwalifikacji Aleksandra Zniszczoła. Ziobro przesunął się z 45. na 41. miejsce w tabeli łącznej Pucharu. Kolejne zawody odbyły się w Willingen. W pierwszym z konkursów indywidualnych zajął 32. miejsce po skoku na 128,5 m. Po analizie swoich prób powiedział, że „nie oddaje mu próg”, wychodzi za szybko na narty, a następnie brakuje mu wysokości, żeby odlecieć. Nie znalazł się w składzie swojej drużyny na konkurs zespołowy, występując w nim jedynie jako przedskoczek. W drugiej odsłonie rywalizacji indywidualnej uzyskał 131 m przy wietrze pod narty przekraczającym 1 m/s. Po otwierającej serii był 26. W finałowej kolejce oddał o pół metra krótszy skok i zajął ostatecznie 25. miejsce. Po tych konkursach spadł na 42. miejsce w klasyfikacji generalnej, będąc wyprzedzonym przez Toma Hilde.
W pierwszym z konkursów PŚ w Titisee-Neustadt, rozegranym 7 marca, zajął 37. miejsce. Następnego dnia został zmieniony w składzie przez Dawida Kubackiego. Po tych zawodach ogłoszono skład reprezentacji Polski na mistrzostwa świata, w którym znalazł się Ziobro. Nie wystąpił on podczas PŚ w lotach w Vikersund, trenując w Wiśle i Szczyrku. Przed mistrzostwami był 47. skoczkiem klasyfikacji generalnej Pucharu Świata.
19 lutego rozpoczęły się skoki podczas Mistrzostw Świata 2015 w Falun. Podczas oficjalnych treningów na skoczni normalnej Ziobro plasował się na 30., 3. i 21. lokacie. W najdłuższym skoku, kiedy znalazł się w pierwszej trójce serii, uzyskał 96 m. Znalazł się w czteroosobowym składzie na kwalifikacje do konkursu indywidualnego. W nich oddał skok na 88,5 m, który pozwolił mu na awans z dwunastej lokaty (nie wliczając zawodników prekwalifikowanych).
21 lutego rozegrano konkurs indywidualny na skoczni K-90. W serii próbnej Ziobro uzyskał 93 m, co było szesnastym wynikiem, a trzecim wśród Polaków. W pierwszej serii konkursowej oddał skok na 91,5 m, mając odjęte za wiatr 4,5 pkt i uzyskawszy od sędziów 53,5 pkt. Po swojej próbie plasował się jedynie za Klemensem Murańką i długo utrzymywał się na drugiej pozycji. W ostatecznej klasyfikacji pierwszej serii był dwunasty. W finałowej kolejce powtórzył tę odległość. Dzięki temu awansował na ósme miejsce i tym samym w swoim debiucie na mistrzostwach świata uplasował się w czołowej „dziesiątce”, będąc najwyżej sklasyfikowanym Polakiem.

To jest pozytywna niespodzianka. Patrząc na przebieg jego sezonu, można powiedzieć, że jest to super wynik. Stać go na takie skoki, w Soczi też był w okolicach „10”, teraz jeszcze się poprawił. Dzisiaj jest naszym cichym bohaterem.

.
Podczas treningów przed konkursem indywidualnym na skoczni dużej Ziobro rywalizował o miejsce w składzie z Aleksandrem Zniszczołem. Był lepszy w trzech z sześciu treningów. Ostatecznie to Zniszczoł został wybrany do kwalifikacji. Ziobro stwierdził, iż jest zszokowany.

Powoli docierało do mnie, jak opanować tę skocznię. Nie dostałem szansy, pewnie moje skoki w Falun się kończą. Podjąłem już pewną decyzję, a co będzie po Falun – zobaczymy. Swoje wiem.

W konkursie Zniszczoł zajął czterdzieste miejsce. Łukasz Kruczek skomentował wówczas swoją decyzję o wyborze składu, że „gdyby człowiek wiedział, że się przewróci, to od razu by się położył”. Na treningach przed konkursem drużynowym startowało trzech Polaków rywalizujących o wolne miejsce w składzie – Ziobro, Kubacki i Zniszczoł. Pierwszy z nich uzyskał najlepsze rezultaty i został zgłoszony do konkursu, w trzeciej grupie, obok Piotra Żyły, Klemensa Murańki i Kamila Stocha.
Przed pierwszym skokiem Ziobro Polska znajdowała się na trzeciej lokacie. Podczas swojej próby miał on problemy po wyjściu z progu i uzyskał 116 m. Drużyna została wyprzedzona przez Słowenię i Japonię, przez co spadła na piątą lokatę. Ziobro przyznał później, że pojawiła się w nim wtedy „sportowa złość”. Po dalekim skoku Kamila Stocha na 129,5 m w ostatniej grupie, Polska plasowała się na czwartej lokacie, tracąc do strefy medalowej 2,6 pkt. Po drugiej grupie w finałowej serii Polacy byli sklasyfikowani na drugim miejscu, wyprzedzając trzecich Austriaków o 7,3 pkt. Ziobro musiał czekać na oddanie skoku, schodząc z belki po zapaleniu czerwonego światła. Uzyskał 125,5 m, co mimo dalekiej próby Austriaka Manuela Poppingera (129,5 m) pozwoliło na utrzymanie lokaty przez polską reprezentację. W ostatniej grupie Kamil Stoch oddał krótszy skok od Gregora Schlierenzauera i ostatecznie to Austria zdobyła srebrny medal, zaś Polska – brązowy.

### 2015/2016
W sezonie 2015/2016 znalazł się ponownie w kadrze A reprezentacji Polski, po raz ostatni prowadzonej przez Łukasza Kruczka.
Pierwszym występem Ziobro w sezonie letnim 2015 był ten 17 lipca w szczyrkowskim Memoriale Olimpijczyków. Uplasował się w nim na piątej pozycji, tracąc 12 pkt do zwycięzcy, Stefana Huli. Dzień później odbyły się Letnie Mistrzostwa Polski 2015 w Wiśle, gdzie był ósmy. Do międzynarodowej rywalizacji powrócił 31 lipca podczas otwierających Letnie Grand Prix 2015 zawodów w Wiśle. Nie znalazł się w składzie na konkurs drużynowy, natomiast w indywidualnym uplasował się na 39. miejscu po skoku na 116,5 m. Był to najgorszy rezultat wśród Polaków zakwalifikowanych do pierwszej serii konkursowej. Nie został powołany na następną rundę LGP, a zamiast tego wystartował w konkursie Letniego Pucharu Kontynentalnego, również w Wiśle. W pierwszym konkursie, 8 sierpnia, zajął dziewiąte miejsce – był to piąty rezultat wśród reprezentantów Polski. Następnego dnia był dziesiąty. Zdobyte punkty pozwoliły mu później na zajęcie 48. miejsca w ostatecznej klasyfikacji generalnej LPK.
W dalszej części sezonu letniego Ziobro startował w cyklu Grand Prix. W Courchevel zajął osiemnaste miejsce po skokach na 125 m i 124 m. W Einsiedeln uplasował się o jedną lokatę wyżej. Po tych konkursach znajdował się na 30. miejscu w klasyfikacji generalnej. Następnie pauzował podczas zawodów w Hakubie. Lepsze rezultaty osiągnął w Czajkowskim. Co prawda w konkursie na normalnym obiekcie był ponownie osiemnasty, jednak podczas rywalizacji na dużej skoczni udało mu się stanąć na podium. Zajął drugie miejsce, po skokach na odległość 130 m i 126,5 m, przegrywając z Kennethem Gangnesem o 7,5 pkt. Było to drugie podium Ziobro w tym cyklu w karierze. Dzięki niemu przesunął się na 16. pozycję w klasyfikacji łącznej. Nie skakał w Ałmaty, a w finałowych zawodach w Hinzenbach był dziesiąty. Po pierwszej serii, w której uzyskał 86,5 m zajmował 28. lokatę, ze stratą 14,8 pkt do prowadzącego Schlierenzauera. 90-metrowa próba w finałowej kolejce pozwoliła mu przesunąć się do czołowej dziesiątki. Ostatecznie w klasyfikacji punktowej cyklu był siedemnasty.
Rywalizację w Pucharze Świata 2015/2016 Ziobro rozpoczął od inaugurującego go konkursu drużynowego w Klingenthal. Startował w trzeciej grupie i oddał skoki na odległość 127 m i 128 m. W pierwszej próbie po przekroczeniu progu jego narta zafalowała. Ziobro przyznał, że niepotrzebnie nerwowo zareagował, bo w przeciwnym wypadku jego odległość mogła być większa. Polacy zajęli szóste miejsce.
Indywidualnie zajął 34. miejsce, dostając się do konkursu głównego z 40. pozycji w kwalifikacjach po dyskwalifikacji Roberta Kranjca. Po odwołaniu konkursu w Ruce, następnym konkursem PŚ był ten w Lillehammer, który został przeniesiony z dużej na normalną skocznię, a rozegrać udało się tylko jedną serię w loteryjnych warunkach wietrznych. Ziobro został w nim zdyskwalifikowany za nieprawidłowy kombinezon. Dzień później uplasował się na 33. miejscu.
Nie punktował również w Niżnym Tagile. Nie znalazł się w składzie na Turniej Czterech Skoczni. Powrócił do rywalizacji w Pucharze Świata w Willingen, gdzie był jedynym zawodnikiem kadry A. Nie znalazł się w składzie do konkursu zespołowego, a indywidualnie był 31.
W dalszej części sezonu startował głównie w Pucharze Kontynentalnym, a jego najlepszym rezultatem było trzecie miejsce w Zakopanem. W krajowym czempionacie w Wiśle uzyskał siódmy rezultat.

### 2016/2017
W sezonie 2016/2017 Ziobro został powołany do kadry B reprezentacji Polski, której prowadzenie objął Robert Mateja.
1 lipca wystartował w rozpoczynających Letni Puchar Kontynentalny 2016 zawodach w Kranju. Po skokach na 104 m i 108,5 m zajął czwarte miejsce, przegrywając o 12,7 pkt z Peterem Prevcem. Następnego dnia był dziesiąty. Tydzień później wziął udział w konkursach FIS Cup w Szczyrku. Był piąty i jedenasty. 23 lipca wziął udział w zawodach Letniego Grand Prix w Wiśle. Po pierwszej serii, w której uzyskał 124 m plasował się na dziewiątym miejscu. Drugi skok na 126,5 m pozwolił mu na awans o dwie pozycje. Był to drugi wynik wśród reprezentantów gospodarzy (po Macieju Kocie, który zwyciężył).
W sierpniu startował w czterech konkursach w Kuopio. Najpierw zwyciężył w dwóch konkursach FIS Cup, a później dwukrotnie plasował się w pierwszej dziesiątce w zawodach Pucharu Kontynentalnego. 27 sierpnia wystartował w zawodach LGP w Hakubie. Zdobył pięć punktów, zajmując 26. miejsce. Dzień później był 34. Następnie powrócił do startów w Pucharze Kontynentalnym, zajmując 10. i 18. miejsce w Lillehammer oraz 11. i 34. w Stams. 24 września w Wiśle udało mu się stanąć na podium tego cyklu podczas konkursu w Wiśle. Uzyskał wówczas 126,5 m i 127 m. Następnego dnia był dziewiąty. Po tych zawodach plasował się na trzecim miejscu w klasyfikacji łącznej cyklu.
W kolejnej rundzie LPK, w Klingenthal, dwukrotnie stawał na najniższym stopniu podium. Te wyniki pozwoliły mu na zajęcie drugiej pozycji w klasyfikacji generalnej, co było jego pierwszym trofeum w zawodach tej rangi. Przegrał jedynie z Niemcem Markusem Eisenbichlerem. Natomiast w klasyfikacji generalnej Letniego Grand Prix zajął 49. pozycję.
Sezon zimowy rozpoczął od podium w konkursie Pucharu Kontynentalnego w Lillehammer. Miejsca w pierwszej dziesiątce w kolejnych konkursach tego cyklu poskutkowały powołaniem go przez Stefana Horngachera na Turniej Czterech Skoczni. Udało mu się tam zapunktować w konkursach rozgrywanych w Austrii, a ostatecznie zajął 31. miejsce w klasyfikacji łącznej.

### 2017/2018
Ziobro sezon 2017/2018 rozpoczął od powołania do kadry B, którą zajmował się nowy trener Radek Žídek.
Starty w lecie Ziobro rozpoczął 15 lipca od braku kwalifikacji do konkursu głównego Letniego Grand Prix 2017 w Wiśle. 18 sierpnia wystąpił w zawodach Letniego Pucharu Kontynentalnego 2017 w Szczyrku, które były również pierwszym konkursem powracającego po 28 latach Pucharu Beskidów. Zajął w nich trzynaste miejsce po skokach na odległość 97,5 m i 99,5 m. Następne zawody turnieju, jak i cyklu odbywały się dzień później w Wiśle. Tam po skokach na odległość 124,5 m oraz 121,5 m znów zajął 13. miejsce. Po przeniesieniu się za naszą południową granicę, 20 sierpnia we Frenštácie pod Radhoštěm skoki na odległość 93,5 m, a także 91 m dały mu 29. lokatę. Ostatecznie w całym Pucharze Beskidów z notą 701,2 pkt zajął szesnaste miejsce.
Pod koniec sierpnia w okrojonym składzie przeważającym przez zawodników kadry B wziął udział w zawodach Letniego Grand Prix w japońskiej Hakubie. 25 sierpnia zajął 15. miejsce, zdobywając 16 punktów. Dzień później był natomiast szesnasty, powiększając swój dorobek punktowy o piętnaście punktów.
We wrześniu Ziobro startował tylko w Letnim Pucharze Kontynentalnym. Na sześć startów punktował tylko dwa razy. W Stams 9 września był czterdziesty drugi. Dzień później zajął 35. miejsce. W Trondheim 16 września był trzydziesty czwarty, aczkolwiek dzień później już punktował – zdobył 15 punktów zajmując 16. miejsce. Tydzień później startował w Râșnovie. Na skoczni Trambulină Valea Cărbunării 23 września zajął 14. miejsce. Dzień później był 33.
Ziobro swój ósmy sezon rozpoczął od inaugurującego sezon 2017/2018 konkursu w Wiśle. Tam niestety odpadł w kwalifikacjach po skoku na odległość 114 m, który dawał mu 56. pozycję.
15 oraz 16 grudnia wziął udział w zawodach cyklu FIS Cup w norweskim Notodden, gdzie zajął 20 i 14. miejsce.
Pomimo widnienia na liście startowej nie wystąpił w Mistrzostwach Polski w Wiśle, które już tradycyjnie odbyły się w drugi dzień Świąt Bożego Narodzenia.
5 stycznia poinformował o zawieszeniu kariery zawodniczej. 15 stycznia 2018 prezydium Polskiego Związku Narciarskiego usunęło Ziobrę ze składu kadry B reprezentacji Polski.

## Życie prywatne
Jan Ziobro w sierpniu 2013 roku oświadczył się swojej dziewczynie Angelice Kowalczyk, która w 2011 roku zdobyła tytuł Miss Internautów Małopolski. W czasie, kiedy brał udział w konkursie Pucharu Świata w Wiśle 16 stycznia 2014 roku, urodziła się jego córka, Wiwiana, a w 2015 roku druga córka, Sonia.
Mieszka w Spytkowicach. Prywatnie interesuje się tuningiem samochodów. Pracuje w rodzinnej firmie Meble Ziobro jako lakiernik. Zajmuje się również projektowaniem i lakierowaniem kasków dla skoczków – wykonał je m.in. dla Krzysztofa Miętusa, Bartłomieja Kłuska czy samego siebie. Ma siostrę i czterech braci, jego szwagrem jest Krystian Długopolski. Posiada wykształcenie średnie.

## Igrzyska olimpijskie

### Indywidualnie
| 2014 Soczi/Krasnaja Polana | – | 13. miejsce (K-95), 15. miejsce (K-125) |

### Drużynowo
| 2014 Soczi/Krasnaja Polana | – | 4. miejsce |

### Starty J. Ziobry na igrzyskach olimpijskich – szczegółowo
| Miejsce | Dzień     | Rok  | Miejscowość     | Skocznia       | Punkt K | HS     | Konkurs  | Skok 1  | Skok 2  | Nota                   | Strata   | Zwycięzca   |
| ------- | --------- | ---- | --------------- | -------------- | ------- | ------ | -------- | ------- | ------- | ---------------------- | -------- | ----------- |
| 13.     | 9 lutego  | 2014 | Krasnaja Polana | Russkije Gorki | K-95    | HS-106 | indywid. | 101,0 m | 99,0 m  | 252,4 pkt              | 25,6 pkt | Kamil Stoch |
| 15.     | 15 lutego | 2014 | Krasnaja Polana | Russkije Gorki | K-125   | HS-140 | indywid. | 128,5 m | 129,5 m | 246,6 pkt              | 32,1 pkt | Kamil Stoch |
| 4.      | 17 lutego | 2014 | Krasnaja Polana | Russkije Gorki | K-125   | HS-140 | druż.    | 130,5 m | 133,0 m | 1011,8 pkt (257,5 pkt) | 29,3 pkt | Niemcy      |

## Mistrzostwa świata

### Indywidualnie
| 2015 Falun | – | 8. miejsce (K-90) |

### Drużynowo
| 2015 Falun | – | brązowy medal (K-120) |

### Starty J. Ziobry na mistrzostwach świata – szczegółowo
| Miejsce | Dzień     | Rok  | Miejscowość | Skocznia | Punkt K | HS     | Konkurs  | Skok 1  | Skok 2  | Nota                  | Strata   | Zwycięzca  |
| ------- | --------- | ---- | ----------- | -------- | ------- | ------ | -------- | ------- | ------- | --------------------- | -------- | ---------- |
| 8.      | 21 lutego | 2015 | Falun       | Lugnet   | K-90    | HS-100 | indywid. | 91,5 m  | 91,5 m  | 228,6 pkt             | 24,1 pkt | Rune Velta |
| 3.      | 28 lutego | 2015 | Falun       | Lugnet   | K-120   | HS-134 | druż.    | 116,0 m | 125,5 m | 848,1 pkt (192,8 pkt) | 24,5 pkt | Norwegia   |

## Mistrzostwa świata w lotach

### Indywidualnie
| 2014 Harrachov | – | 27. miejsce |

### Starty J. Ziobry na mistrzostwach świata w lotach – szczegółowo
| Miejsce | Dzień       | Rok  | Miejscowość | Skocznia | Punkt K | HS     | Konkurs  | Skok 1  | Skok 2  | Skok 3 | Skok 4 | Nota      | Strata   | Zwycięzca      |
| ------- | ----------- | ---- | ----------- | -------- | ------- | ------ | -------- | ------- | ------- | ------ | ------ | --------- | -------- | -------------- |
| 27.     | 14–15 marca | 2014 | Harrachov   | Čerťák   | K-185   | HS-205 | indywid. | 175,5 m | 166,5 m | –      | –      | 312,4 pkt | 78,6 pkt | Severin Freund |

## Puchar Świata

### Miejsca w klasyfikacji generalnej
| Sezon     | Miejsce |
| --------- | ------- |
| 2012/2013 | 65.     |
| 2013/2014 | 25.     |
| 2014/2015 | 50.     |
| 2016/2017 | 31.     |

### Zwycięstwa w konkursach indywidualnych Pucharu Świata chronologicznie
| Lp. | Dzień      | Rok  | Miejscowość | Skocznia             | Punkt K | HS     | Skok 1  | Skok 2  | Nota      |
| --- | ---------- | ---- | ----------- | -------------------- | ------- | ------ | ------- | ------- | --------- |
| 1.  | 21 grudnia | 2013 | Engelberg   | Gross-Titlis-Schanze | K-125   | HS-137 | 134,0 m | 141,0 m | 275,4 pkt |

### Miejsca na podium w konkursach indywidualnych Pucharu Świata chronologicznie
| Lp. | Dzień      | Rok  | Miejscowość | Skocznia             | Punkt K | HS     | Skok 1  | Skok 2  | Nota      | Lok. | Strata  | Zwycięzca   |
| --- | ---------- | ---- | ----------- | -------------------- | ------- | ------ | ------- | ------- | --------- | ---- | ------- | ----------- |
| 1.  | 21 grudnia | 2013 | Engelberg   | Gross-Titlis-Schanze | K-125   | HS-137 | 134,0 m | 141,0 m | 275,4 pkt | 1.   | –       | –           |
| 2.  | 22 grudnia | 2013 | Engelberg   | Gross-Titlis-Schanze | K-125   | HS-137 | 128,0 m | 133,0 m | 270,0 pkt | 3.   | 4,7 pkt | Kamil Stoch |

### Miejsca w poszczególnych konkursach indywidualnychPucharu Świata
| Źródło | Źródło            | Źródło            | Źródło                | Źródło                 | Źródło                 | Źródło            | Źródło           | Źródło                       | Źródło                       | Źródło                       | Źródło                | Źródło                | Źródło                | Źródło          | Źródło           | Źródło           | Źródło            | Źródło          | Źródło            | Źródło                 | Źródło                 | Źródło          | Źródło          | Źródło          | Źródło                 | Źródło          | Źródło        | Źródło        | Źródło        | Źródło        | Źródło | Źródło | Źródło | Źródło | Źródło | Źródło | Źródło | Źródło | Źródło | Źródło | Źródło | Źródło | Źródło | Źródło | Źródło | Źródło | Źródło | Źródło | Źródło |
| --- | ----------------- | ----------------- | --------------------- | ---------------------- | ---------------------- | ----------------- | ---------------- | ---------------------------- | ---------------------------- | ---------------------------- | --------------------- | --------------------- | --------------------- | --------------- | ---------------- | ---------------- | ----------------- | --------------- | ----------------- | ---------------------- | ---------------------- | --------------- | --------------- | --------------- | ---------------------- | --------------- | ------------- | ------------- | ------------- | ------------- | ------ | ------ | ------ | ------ | ------ | ------ | ------ | ------ | ------ | ------ | ------ | ------ | ------ | ------ | ------ | ------ | ------ | ------ | ------ |
| Sezon 2010/2011 |                   |                   |                       |                        |                        |                   |                  |                              |                              |                              |                       |                       |                       |                 |                  |                  |                   |                 |                   |                        |                        |                 |                 |                 |                        |                 |               |               |               |               |        |        |        |        |        |        |        |        |        |        |        |        |        |        |        |        |        |        |        |
| Ruka HS142 | Kuopio HS127      | Lillehammer HS138 | Lillehammer HS138     | Engelberg HS137        | Engelberg HS137        | Engelberg HS137   | Oberstdorf HS137 | Garmisch-Partenkirchen HS140 | Innsbruck HS130              | Bischofshofen HS140          | Harrachov HS205       | Harrachov HS205       | Sapporo HS134         | Sapporo HS134   | Zakopane HS134   | Zakopane HS134   | Zakopane HS134    | Willingen HS145 | Klingenthal HS140 | Oberstdorf HS213       | Vikersund HS225        | Vikersund HS225 | Lahti HS130     | Planica HS215   | Planica HS215          | punkty          | punkty        | punkty        | punkty        | punkty        | punkty | punkty | punkty | punkty | punkty | punkty | punkty | punkty | punkty | punkty | punkty | punkty | punkty | punkty |        |        |        |        |        |
| - | -                 | -                 | -                     | -                      | -                      | -                 | -                | -                            | -                            | -                            | -                     | -                     | -                     | -               | q                | -                | -                 | -               | -                 | -                      | -                      | -               | -               | -               | -                      | 0               | 0             | 0             | 0             | 0             | 0      | 0      | 0      | 0      | 0      | 0      | 0      | 0      | 0      | 0      | 0      | 0      | 0      | 0      |        |        |        |        |        |
| Sezon 2011/2012 |                   |                   |                       |                        |                        |                   |                  |                              |                              |                              |                       |                       |                       |                 |                  |                  |                   |                 |                   |                        |                        |                 |                 |                 |                        |                 |               |               |               |               |        |        |        |        |        |        |        |        |        |        |        |        |        |        |        |        |        |        |        |
| Ruka HS142 | Lillehammer HS100 | Lillehammer HS138 | Harrachov HS142       | Harrachov HS142        | Engelberg HS137        | Engelberg HS137   | Oberstdorf HS137 | Garmisch-Partenkirchen HS140 | Innsbruck HS130              | Bischofshofen HS140          | Bad Mitterndorf HS200 | Bad Mitterndorf HS200 | Zakopane HS134        | Zakopane HS134  | Sapporo HS134    | Sapporo HS134    | Predazzo HS134    | Predazzo HS134  | Willingen HS145   | Oberstdorf HS213       | Lahti HS97             | Trondheim HS140 | Oslo HS134      | Planica HS215   | Planica HS215          | punkty          | punkty        | punkty        | punkty        | punkty        | punkty | punkty | punkty | punkty | punkty | punkty | punkty | punkty | punkty | punkty | punkty | punkty | punkty | punkty |        |        |        |        |        |
| 46 | 39                | 49                | q                     | 48                     | 44                     | q                 | -                | -                            | -                            | -                            | -                     | -                     | q                     | -               | -                | -                | -                 | -               | -                 | -                      | -                      | -               | -               | -               | -                      | 0               | 0             | 0             | 0             | 0             | 0      | 0      | 0      | 0      | 0      | 0      | 0      | 0      | 0      | 0      | 0      | 0      | 0      | 0      |        |        |        |        |        |
| Sezon 2012/2013 |                   |                   |                       |                        |                        |                   |                  |                              |                              |                              |                       |                       |                       |                 |                  |                  |                   |                 |                   |                        |                        |                 |                 |                 |                        |                 |               |               |               |               |        |        |        |        |        |        |        |        |        |        |        |        |        |        |        |        |        |        |        |
| Lillehammer HS100 | Lillehammer HS138 | Ruka HS142        | Krasnaja Polana HS106 | Krasnaja Polana HS106  | Engelberg HS137        | Engelberg HS137   | Oberstdorf HS137 | Garmisch-Partenkirchen HS140 | Innsbruck HS130              | Bischofshofen HS140          | Wisła HS134           | Zakopane HS134        | Sapporo HS134         | Sapporo HS134   | Vikersund HS225  | Vikersund HS225  | Harrachov HS205   | Harrachov HS205 | Klingenthal HS140 | Oberstdorf HS213       | Lahti HS130            | Kuopio HS127    | Trondheim HS140 | Oslo HS134      | Planica HS215          | Planica HS215   | punkty        | punkty        | punkty        | punkty        | punkty | punkty | punkty | punkty | punkty | punkty | punkty | punkty | punkty | punkty | punkty | punkty | punkty | punkty | punkty |        |        |        |        |
| - | -                 | -                 | -                     | -                      | -                      | -                 | -                | -                            | -                            | -                            | q                     | 20                    | -                     | -               | -                | -                | -                 | -               | -                 | dq                     | -                      | -               | -               | -               | -                      | -               | 11            | 11            | 11            | 11            | 11     | 11     | 11     | 11     | 11     | 11     | 11     | 11     | 11     | 11     | 11     | 11     | 11     | 11     | 11     |        |        |        |        |
| Sezon 2013/2014 |                   |                   |                       |                        |                        |                   |                  |                              |                              |                              |                       |                       |                       |                 |                  |                  |                   |                 |                   |                        |                        |                 |                 |                 |                        |                 |               |               |               |               |        |        |        |        |        |        |        |        |        |        |        |        |        |        |        |        |        |        |        |
| Klingenthal HS140 | Ruka HS142        | Lillehammer HS100 | Lillehammer HS138     | Titisee-Neustadt HS142 | Titisee-Neustadt HS142 | Engelberg HS137   | Engelberg HS137  | Oberstdorf HS137             | Garmisch-Partenkirchen HS140 | Innsbruck HS130              | Bischofshofen HS140   | Bad Mitterndorf HS200 | Bad Mitterndorf HS200 | Wisła HS134     | Zakopane HS134   | Sapporo HS134    | Sapporo HS134     | Willingen HS145 | Willingen HS145   | Falun HS134            | Lahti HS130            | Lahti HS130     | Kuopio HS127    | Trondheim HS140 | Oslo HS134             | Planica HS139   | Planica HS139 | punkty        | punkty        | punkty        | punkty | punkty | punkty | punkty | punkty | punkty | punkty | punkty | punkty | punkty | punkty | punkty | punkty | punkty | punkty | punkty |        |        |        |
| 9 | 37                | 44                | 44                    | 44                     | 48                     | 1                 | 3                | 17                           | 33                           | 24                           | 24                    | 17                    | 30                    | 6               | 21               | -                | -                 | 21              | 38                | 21                     | q                      | 38              | q               | 21              | 43                     | q               | 47            | 312           | 312           | 312           | 312    | 312    | 312    | 312    | 312    | 312    | 312    | 312    | 312    | 312    | 312    | 312    | 312    | 312    | 312    | 312    |        |        |        |
| Sezon 2014/2015 |                   |                   |                       |                        |                        |                   |                  |                              |                              |                              |                       |                       |                       |                 |                  |                  |                   |                 |                   |                        |                        |                 |                 |                 |                        |                 |               |               |               |               |        |        |        |        |        |        |        |        |        |        |        |        |        |        |        |        |        |        |        |
| Klingenthal HS140 | Ruka HS142        | Ruka HS142        | Lillehammer HS138     | Lillehammer HS138      | Niżny Tagił HS134      | Niżny Tagił HS134 | Engelberg HS137  | Engelberg HS137              | Oberstdorf HS137             | Garmisch-Partenkirchen HS140 | Innsbruck HS130       | Bischofshofen HS140   | Bad Mitterndorf HS225 | Wisła HS134     | Zakopane HS134   | Sapporo HS134    | Sapporo HS134     | Willingen HS145 | Willingen HS145   | Titisee-Neustadt HS142 | Titisee-Neustadt HS142 | Vikersund HS225 | Vikersund HS225 | Lahti HS130     | Kuopio HS100           | Trondheim HS140 | Oslo HS134    | Oslo HS134    | Planica HS225 | Planica HS225 | punkty |        |        |        |        |        |        |        |        |        |        |        |        |        |        |        |        |        |        |
| 34 | q                 | q                 | 19                    | 31                     | 31                     | 40                | 20               | 36                           | 50                           | q                            | -                     | -                     | -                     | 23              | 43               | 18               | 29                | 32              | 25                | 37                     | -                      | -               | -               | 40              | 31                     | 44              | 28            | q             | -             | -             | 55     |        |        |        |        |        |        |        |        |        |        |        |        |        |        |        |        |        |        |
| Sezon 2015/2016 |                   |                   |                       |                        |                        |                   |                  |                              |                              |                              |                       |                       |                       |                 |                  |                  |                   |                 |                   |                        |                        |                 |                 |                 |                        |                 |               |               |               |               |        |        |        |        |        |        |        |        |        |        |        |        |        |        |        |        |        |        |        |
| Klingenthal HS140 | Lillehammer HS100 | Lillehammer HS100 | Niżny Tagił HS134     | Niżny Tagił HS134      | Engelberg HS137        | Engelberg HS137   | Oberstdorf HS137 | Garmisch-Partenkirchen HS140 | Innsbruck HS130              | Bischofshofen HS140          | Willingen HS145       | Zakopane HS134        | Sapporo HS134         | Sapporo HS134   | Trondheim HS140  | Vikersund HS225  | Vikersund HS225   | Vikersund HS225 | Lahti HS130       | Lahti HS100            | Kuopio HS127           | Ałmaty HS140    | Ałmaty HS140    | Wisła HS134     | Titisee-Neustadt HS142 | Planica HS225   | Planica HS225 | Planica HS225 | punkty        | punkty        | punkty | punkty | punkty | punkty | punkty | punkty | punkty | punkty | punkty | punkty | punkty | punkty | punkty | punkty | punkty | punkty | punkty |        |        |
| 34 | dq                | 33                | 39                    | 47                     | -                      | -                 | -                | -                            | -                            | -                            | 31                    | 45                    | -                     | -               | -                | -                | -                 | -               | -                 | -                      | -                      | 42              | q               | 47              | -                      | -               | -             | -             | 0             | 0             | 0      | 0      | 0      | 0      | 0      | 0      | 0      | 0      | 0      | 0      | 0      | 0      | 0      | 0      | 0      | 0      | 0      |        |        |
| Sezon 2016/2017 |                   |                   |                       |                        |                        |                   |                  |                              |                              |                              |                       |                       |                       |                 |                  |                  |                   |                 |                   |                        |                        |                 |                 |                 |                        |                 |               |               |               |               |        |        |        |        |        |        |        |        |        |        |        |        |        |        |        |        |        |        |        |
| Ruka HS142 | Ruka HS142        | Klingenthal HS140 | Lillehammer HS138     | Lillehammer HS138      | Engelberg HS140        | Engelberg HS140   | Oberstdorf HS137 | Garmisch-Partenkirchen HS140 | Innsbruck HS130              | Bischofshofen HS140          | Wisła HS134           | Wisła HS134           | Zakopane HS134        | Willingen HS145 | Oberstdorf HS225 | Oberstdorf HS225 | Sapporo HS137     | Sapporo HS137   | Pjongczang HS140  | Pjongczang HS109       | Oslo HS134             | Trondheim HS140 | Vikersund HS225 | Planica HS225   | Planica HS225          | punkty          | punkty        | punkty        | punkty        | punkty        | punkty | punkty | punkty | punkty | punkty | punkty | punkty | punkty | punkty | punkty | punkty | punkty | punkty | punkty |        |        |        |        |        |
| - | -                 | -                 | -                     | -                      | -                      | -                 | 42               | 44                           | 23                           | 22                           | 19                    | 38                    | 14                    | 15              | 12               | 27               | 9                 | 39              | 30                | 36                     | 46                     | q               | q               | q               | 28                     | 122             | 122           | 122           | 122           | 122           | 122    | 122    | 122    | 122    | 122    | 122    | 122    | 122    | 122    | 122    | 122    | 122    | 122    | 122    |        |        |        |        |        |
| Sezon 2017/2018 |                   |                   |                       |                        |                        |                   |                  |                              |                              |                              |                       |                       |                       |                 |                  |                  |                   |                 |                   |                        |                        |                 |                 |                 |                        |                 |               |               |               |               |        |        |        |        |        |        |        |        |        |        |        |        |        |        |        |        |        |        |        |
| Wisła HS134 | Ruka HS142        | Niżny Tagił HS134 | Niżny Tagił HS134     | Titisee-Neustadt HS142 | Engelberg HS140        | Engelberg HS140   | Oberstdorf HS137 | Garmisch-Partenkirchen HS140 | Innsbruck HS130              | Bischofshofen HS140          | Bad Mitterndorf HS235 | Zakopane HS140        | Willingen HS145       | Willingen HS145 | Lahti HS130      | Oslo HS134       | Lillehammer HS140 | Trondheim HS140 | Vikersund HS240   | Planica HS240          | Planica HS240          | punkty          | punkty          | punkty          | punkty                 | punkty          | punkty        | punkty        | punkty        | punkty        | punkty | punkty | punkty | punkty | punkty | punkty | punkty | punkty | punkty | punkty |        |        |        |        |        |        |        |        |        |
| q | -                 | -                 | -                     | -                      | -                      | -                 | -                | -                            | -                            | -                            | -                     | -                     | -                     | -               | -                | -                | -                 | -               | -                 | -                      | -                      | 0               | 0               | 0               | 0                      | 0               | 0             | 0             | 0             | 0             | 0      | 0      | 0      | 0      | 0      | 0      | 0      | 0      | 0      | 0      |        |        |        |        |        |        |        |        |        |
| Legenda |                   |                   |                       |                        |                        |                   |                  |                              |                              |                              |                       |                       |                       |                 |                  |                  |                   |                 |                   |                        |                        |                 |                 |                 |                        |                 |               |               |               |               |        |        |        |        |        |        |        |        |        |        |        |        |        |        |        |        |        |        |        |
| 1 2 3 4-10 11-30 poniżej 30 dq – dyskwalifikacja q – dyskwalifikacja w kwalifikacjach q – zawodnik nie zakwalifikował się - – zawodnik nie wystartował |                   |                   |                       |                        |                        |                   |                  |                              |                              |                              |                       |                       |                       |                 |                  |                  |                   |                 |                   |                        |                        |                 |                 |                 |                        |                 |               |               |               |               |        |        |        |        |        |        |        |        |        |        |        |        |        |        |        |        |        |        |        |

### Miejsca w poszczególnych konkursach drużynowychPucharu Świata
| Źródło                                           | Źródło          | Źródło          | Źródło                     | Źródło            | Źródło            | Źródło                    | Źródło           | Źródło       | Źródło        |
| ------------------------------------------------ | --------------- | --------------- | -------------------------- | ----------------- | ----------------- | ------------------------- | ---------------- | ------------ | ------------- |
| Sezon 2011/2012                                  | Sezon 2011/2012 | Sezon 2011/2012 | Sezon 2011/2012            | Ruka HS142        | Harrachov HS142   | Willingen HS145           | Oberstdorf HS213 | Lahti HS97   | Planica HS215 |
| Sezon 2011/2012                                  | Sezon 2011/2012 | Sezon 2011/2012 | Sezon 2011/2012            | 7                 | -                 | -                         | -                | -            | -             |
| Sezon 2012/2013                                  | Sezon 2012/2013 | Sezon 2012/2013 | Lillehammer HS 100 (mikst) | Ruka HS142        | Zakopane HS134    | Willingen HS145           | Oberstdorf HS213 | Lahti HS130  | Planica HS215 |
| Sezon 2012/2013                                  | Sezon 2012/2013 | Sezon 2012/2013 | -                          | -                 | -                 | -                         | 6                | -            | -             |
| Sezon 2013/2014                                  | Sezon 2013/2014 | Sezon 2013/2014 | Sezon 2013/2014            | Sezon 2013/2014   | Klingenthal HS140 | Lillehammer HS100 (mikst) | Zakopane HS134   | Lahti HS130  | Planica HS139 |
| Sezon 2013/2014                                  | Sezon 2013/2014 | Sezon 2013/2014 | Sezon 2013/2014            | Sezon 2013/2014   | -                 | -                         | 4                | 7            | -             |
| Sezon 2014/2015                                  | Sezon 2014/2015 | Sezon 2014/2015 | Sezon 2014/2015            | Sezon 2014/2015   | Klingenthal HS140 | Zakopane HS134            | Willingen HS145  | Lahti HS130  | Planica HS225 |
| Sezon 2014/2015                                  | Sezon 2014/2015 | Sezon 2014/2015 | Sezon 2014/2015            | Sezon 2014/2015   | 9                 | -                         | -                | 4            | -             |
| Sezon 2015/2016                                  | Sezon 2015/2016 | Sezon 2015/2016 | Sezon 2015/2016            | Klingenthal HS140 | Willingen HS145   | Zakopane HS134            | Oslo HS134       | Kuopio HS127 | Planica HS225 |
| Sezon 2015/2016                                  | Sezon 2015/2016 | Sezon 2015/2016 | Sezon 2015/2016            | 6                 | -                 | -                         | -                | -            | -             |
| Legenda                                          |                 |                 |                            |                   |                   |                           |                  |              |               |
| 1 2 3 4-8 poniżej 8 - – zawodnik nie wystartował |                 |                 |                            |                   |                   |                           |                  |              |               |

### Turniej Czterech Skoczni

#### Miejsca w klasyfikacji generalnej
| Sezon     | Miejsce |
| --------- | ------- |
| 2013/2014 | 22.     |
| 2014/2015 | 66.     |
| 2016/2017 | 31.     |

### Raw Air

#### Miejsca w klasyfikacji generalnej
| Sezon | Miejsce |
| ----- | ------- |
| 2017  | 58.     |

### Puchar Świata w lotach

#### Miejsca w klasyfikacji generalnej
| Sezon     | Miejsce |
| --------- | ------- |
| 2013/2014 | 24.     |
| 2016/2017 | 27.     |

## Letnie Grand Prix

### Miejsca w klasyfikacji generalnej
| Sezon | Miejsce |
| ----- | ------- |
| 2011  | 56.     |
| 2013  | 11.     |
| 2014  | 62.     |
| 2015  | 17.     |
| 2016  | 49.     |
| 2017  | 51.     |

### Miejsca na podium w konkursach indywidualnych LGP chronologicznie
| Nr | Dzień       | Rok  | Miejscowość | Skocznia   | Punkt K | HS     | Skok 1  | Skok 2  | Nota      | Lok. | Strata  | Zwycięzca                     |
| -- | ----------- | ---- | ----------- | ---------- | ------- | ------ | ------- | ------- | --------- | ---- | ------- | ----------------------------- |
| 1. | 24 sierpnia | 2013 | Hakuba      | Olimpijska | K-120   | HS-131 | 124,0 m | 131,5 m | 261,1 pkt | 3.   | 0,1 pkt | Noriaki Kasai i Jernej Damjan |
| 2. | 6 września  | 2015 | Czajkowskij | Snieżynka  | K-125   | HS-140 | 130,0 m | 126,5 m | 242,4 pkt | 2.   | 7,5 pkt | Kenneth Gangnes               |

### Miejsca w poszczególnych konkursach indywidualnychLGP
| Źródło | Źródło             | Źródło             | Źródło             | Źródło           | Źródło            | Źródło            | Źródło            | Źródło            | Źródło            | Źródło            | Źródło | Źródło | Źródło | Źródło | Źródło | Źródło | Źródło | Źródło | Źródło | Źródło | Źródło | Źródło | Źródło | Źródło | Źródło | Źródło |
| --- | ------------------ | ------------------ | ------------------ | ---------------- | ----------------- | ----------------- | ----------------- | ----------------- | ----------------- | ----------------- | ------ | ------ | ------ | ------ | ------ | ------ | ------ | ------ | ------ | ------ | ------ | ------ | ------ | ------ | ------ | ------ |
| 2011 |                    |                    |                    |                  |                   |                   |                   |                   |                   |                   |        |        |        |        |        |        |        |        |        |        |        |        |        |        |        |        |
| Wisła HS134 | Szczyrk HS106      | Zakopane HS134     | Hinterzarten HS108 | Courchevel HS132 | Einsiedeln HS117  | Hakuba HS131      | Hakuba HS131      | Ałmaty HS140      | Hinzenbach HS94   | Klingenthal HS140 | punkty |        |        |        |        |        |        |        |        |        |        |        |        |        |        |        |
| 36 | -                  | -                  | -                  | -                | -                 | 31                | 24                | 14                | -                 | -                 | 25     |        |        |        |        |        |        |        |        |        |        |        |        |        |        |        |
| 2013 |                    |                    |                    |                  |                   |                   |                   |                   |                   |                   |        |        |        |        |        |        |        |        |        |        |        |        |        |        |        |        |
| Hinterzarten HS108                                                                                                | Wisła HS134        | Courchevel HS132   | Einsiedeln HS117   | Hakuba HS131     | Hakuba HS131      | Niżny Tagił HS134 | Niżny Tagił HS134 | Ałmaty HS140      | Ałmaty HS140      | Klingenthal HS140 | punkty |        |        |        |        |        |        |        |        |        |        |        |        |        |        |        |
| - | 28                 | 8                  | 15                 | 4                | 3                 | 6                 | dq                | -                 | -                 | 13                | 221    |        |        |        |        |        |        |        |        |        |        |        |        |        |        |        |
| 2014 |                    |                    |                    |                  |                   |                   |                   |                   |                   |                   |        |        |        |        |        |        |        |        |        |        |        |        |        |        |        |        |
| Wisła HS134 | Einsiedeln HS117   | Courchevel HS132   | Hakuba HS131       | Hakuba HS131     | Ałmaty HS140      | Ałmaty HS140      | Hinzenbach HS94   | Klingenthal HS140 | punkty            | punkty            | punkty | punkty | punkty | punkty | punkty | punkty | punkty |        |        |        |        |        |        |        |        |        |
| 14 | 31                 | q                  | -                  | -                | -                 | -                 | -                 | -                 | 18                | 18                | 18     | 18     | 18     | 18     | 18     | 18     | 18     |        |        |        |        |        |        |        |        |        |
| 2015 |                    |                    |                    |                  |                   |                   |                   |                   |                   |                   |        |        |        |        |        |        |        |        |        |        |        |        |        |        |        |        |
| Wisła HS134 | Hinterzarten HS108 | Courchevel HS132   | Einsiedeln HS117   | Hakuba HS131     | Hakuba HS131      | Czajkowskij HS106 | Czajkowskij HS140 | Ałmaty HS140      | Ałmaty HS140      | Hinzenbach HS94   | punkty |        |        |        |        |        |        |        |        |        |        |        |        |        |        |        |
| 39 | -                  | 18                 | 17                 | -                | -                 | 18                | 2                 | -                 | -                 | 10                | 146    |        |        |        |        |        |        |        |        |        |        |        |        |        |        |        |
| 2016 |                    |                    |                    |                  |                   |                   |                   |                   |                   |                   |        |        |        |        |        |        |        |        |        |        |        |        |        |        |        |        |
| Courchevel HS132                                                                                                  | Wisła HS134        | Hinterzarten HS108 | Einsiedeln HS117   | Hakuba HS131     | Hakuba HS131      | Czajkowskij HS140 | Czajkowskij HS140 | Hinzenbach HS94   | Klingenthal HS140 | punkty            | punkty | punkty | punkty | punkty | punkty | punkty | punkty | punkty |        |        |        |        |        |        |        |        |
| - | 7                  | -                  | -                  | 26               | 34                | -                 | -                 | -                 | -                 | 41                | 41     | 41     | 41     | 41     | 41     | 41     | 41     | 41     |        |        |        |        |        |        |        |        |
| 2017 |                    |                    |                    |                  |                   |                   |                   |                   |                   |                   |        |        |        |        |        |        |        |        |        |        |        |        |        |        |        |        |
| Wisła HS134 | Hinterzarten HS108 | Courchevel HS132   | Hakuba HS131       | Hakuba HS131     | Czajkowskij HS140 | Czajkowskij HS140 | Hinzenbach HS94   | Klingenthal HS140 | punkty            | punkty            | punkty | punkty | punkty | punkty | punkty | punkty | punkty |        |        |        |        |        |        |        |        |        |
| q | -                  | -                  | 16                 | 15               | -                 | -                 | -                 | -                 | 31                | 31                | 31     | 31     | 31     | 31     | 31     | 31     | 31     |        |        |        |        |        |        |        |        |        |
| Legenda |                    |                    |                    |                  |                   |                   |                   |                   |                   |                   |        |        |        |        |        |        |        |        |        |        |        |        |        |        |        |        |
| 1 2 3 4-10 11-30 poniżej 30 dq – dyskwalifikacja q – zawodnik nie zakwalifikował się - – zawodnik nie wystartował |                    |                    |                    |                  |                   |                   |                   |                   |                   |                   |        |        |        |        |        |        |        |        |        |        |        |        |        |        |        |        |

### Lotos Poland Tour

#### Miejsca w klasyfikacji generalnej
| Sezon | Miejsce | Źr.     |
| ----- | ------- | ------- |
| 2011  | 54.     | [ 379 ] |

## Puchar Kontynentalny

### Miejsca w klasyfikacji generalnej
| Sezon     | Miejsce | Źr.     |
| --------- | ------- | ------- |
| 2009/2010 | 123.    | [ 380 ] |
| 2010/2011 | 81.     | [ 380 ] |
| 2011/2012 | 73.     | [ 380 ] |
| 2012/2013 | 8.      | [ 381 ] |
| 2014/2015 | 42.     | [ 380 ] |
| 2015/2016 | 39.     | [ 380 ] |
| 2016/2017 | 38.     | [ 380 ] |

### Zwycięstwa w konkursach indywidualnych Pucharu Kontynentalnego chronologicznie
| Lp. | Dzień       | Rok  | Miejscowość | Skocznia          | Punkt K | HS     | Skok 1  | Skok 2 | Nota      |
| --- | ----------- | ---- | ----------- | ----------------- | ------- | ------ | ------- | ------ | --------- |
| 1.  | 10 stycznia | 2015 | Wisła       | im. Adama Małysza | K-120   | HS-134 | 120,5 m | -      | 123,9 pkt |

### Miejsca na podium w konkursach indywidualnych Pucharu Kontynentalnego chronologicznie
| Lp. | Dzień       | Rok  | Miejscowość | Skocznia             | Punkt K | HS     | Skok 1  | Skok 2  | Nota      | Lok. | Strata   | Zwycięzca            |
| --- | ----------- | ---- | ----------- | -------------------- | ------- | ------ | ------- | ------- | --------- | ---- | -------- | -------------------- |
| 1.  | 27 grudnia  | 2012 | Engelberg   | Gross-Titlis-Schanze | K-125   | HS-137 | 111,5 m | 124,0 m | 197,4 pkt | 3.   | 14,0 pkt | Stefan Kraft         |
| 2.  | 24 lutego   | 2013 | Wisła       | im. Adama Małysza    | K-120   | HS-134 | 124,5 m | 126,5 m | 247,8 pkt | 3.   | 6,0 pkt  | Atle Pedersen Rønsen |
| 3.  | 8 marca     | 2013 | Vikersund   | Vikersundbakken      | K-105   | HS-117 | 115,0 m | 119,5 m | 269,6 pkt | 2.   | 2,6 pkt  | Maximilian Mechler   |
| 4.  | 16 marca    | 2013 | Niżny Tagił | Aist                 | K-90    | HS-100 | 93,5 m  | 94,0 m  | 237,5 pkt | 3.   | 13,0 pkt | Rok Justin           |
| 5.  | 10 stycznia | 2015 | Wisła       | im. Adama Małysza    | K-120   | HS-134 | 120,5 m | –       | 123,9 pkt | 1.   | –        | –                    |
| 6.  | 14 lutego   | 2016 | Zakopane    | Wielka Krokiew       | K-120   | HS-134 | 123,5 m | 131,0 m | 280,8 pkt | 3.   | 21,3 pkt | Ulrich Wohlgenannt   |
| 7.  | 9 grudnia   | 2016 | Vikersund   | Vikersundbakken      | K-105   | HS-117 | 111,5 m | 115,0 m | 282,1 pkt | 3.   | 2,8 pkt  | Cene Prevc           |

### Miejsca w poszczególnych konkursachPucharu Kontynentalnego
| Sezon 2009/2010                                                               |                 |                 |                 |                 |                 |                 |                              |                              |                              |                              |                        |                        |                        |                        |                     |                     |                     |                     |                        |                        |                        |                     |                     |                   |                   |                   |                   |                   |                   |        |        |        |        |        |        |        |        |        |        |        |        |        |        |        |        |        |        |        |        |        |        |        |        |        |        |        |        |        |        |        |        |        |        |        |        |        |        |        |
| Rovaniemi HS100                                                               | Rovaniemi HS100 | Vikersund HS117 | Vikersund HS117 | Otepää HS100    | Otepää HS100    | Engelberg HS137 | Engelberg HS137              | Sapporo HS100                | Sapporo HS134                | Sapporo HS134                | Titisee-Neustadt HS142 | Bischofshofen HS140    | Bischofshofen HS140    | Iron Mountain HS133    | Zakopane HS134      | Zakopane HS134      | Kranj HS109         | Kranj HS109         | Brotterode HS117       | Brotterode HS117       | Wisła HS134            | Oslo HS134          | Oslo HS134          | Ruka HS142        | Ruka HS142        | punkty            | punkty            | punkty            | punkty            | punkty | punkty | punkty | punkty | punkty | punkty | punkty | punkty | punkty | punkty | punkty | punkty | punkty | punkty | punkty | punkty | punkty | punkty | punkty | punkty | punkty | punkty | punkty | punkty | punkty | punkty | punkty | punkty | punkty | punkty | punkty | punkty | punkty | punkty | punkty | punkty |        |        |        |
| -                                                                             | -               | -               | -               | -               | -               | -               | -                            | -                            | -                            | -                            | -                      | 35                     | 29                     | -                      | 27                  | 30                  | -                   | -                   | -                      | -                      | -                      | -                   | -                   | -                 | -                 | 7                 | 7                 | 7                 | 7                 | 7      | 7      | 7      | 7      | 7      | 7      | 7      | 7      | 7      | 7      | 7      | 7      | 7      | 7      | 7      | 7      | 7      | 7      | 7      | 7      | 7      | 7      | 7      | 7      | 7      | 7      | 7      | 7      | 7      | 7      | 7      | 7      | 7      | 7      | 7      | 7      |        |        |        |
| Sezon 2010/2011                                                               |                 |                 |                 |                 |                 |                 |                              |                              |                              |                              |                        |                        |                        |                        |                     |                     |                     |                     |                        |                        |                        |                     |                     |                   |                   |                   |                   |                   |                   |        |        |        |        |        |        |        |        |        |        |        |        |        |        |        |        |        |        |        |        |        |        |        |        |        |        |        |        |        |        |        |        |        |        |        |        |        |        |        |
| Rovaniemi HS100                                                               | Rovaniemi HS100 | Vikersund HS117 | Vikersund HS117 | Erzurum HS109   | Erzurum HS109   | Engelberg HS137 | Engelberg HS137              | Sapporo HS134                | Sapporo HS134                | Sapporo HS134                | Pjongczang HS140       | Pjongczang HS140       | Titisee-Neustadt HS142 | Titisee-Neustadt HS142 | Bischofshofen HS140 | Bischofshofen HS140 | Brotterode HS117    | Brotterode HS117    | Iron Mountain HS133    | Iron Mountain HS133    | Kranj HS109            | Kranj HS109         | Zakopane HS134      | Zakopane HS134    | Kuopio HS127      | Kuopio HS127      | Wisła HS134       | Wisła HS134       | punkty            | punkty | punkty | punkty | punkty | punkty | punkty | punkty | punkty | punkty | punkty | punkty | punkty | punkty | punkty | punkty | punkty | punkty | punkty | punkty | punkty | punkty | punkty | punkty | punkty | punkty | punkty | punkty | punkty | punkty | punkty | punkty | punkty | punkty | punkty | punkty | punkty | punkty | punkty | punkty |
| 68                                                                            | 50              | 27              | 47              | -               | -               | -               | -                            | -                            | -                            | -                            | -                      | -                      | -                      | -                      | -                   | -                   | 48                  | 33                  | 45                     | 5                      | -                      | -                   | dq                  | 38                | -                 | -                 | -                 | -                 | 49                | 49     | 49     | 49     | 49     | 49     | 49     | 49     | 49     | 49     | 49     | 49     | 49     | 49     | 49     | 49     | 49     | 49     | 49     | 49     | 49     | 49     | 49     | 49     | 49     | 49     | 49     | 49     | 49     | 49     | 49     | 49     | 49     | 49     | 49     | 49     | 49     | 49     | 49     | 49     |
| Sezon 2011/2012                                                               |                 |                 |                 |                 |                 |                 |                              |                              |                              |                              |                        |                        |                        |                        |                     |                     |                     |                     |                        |                        |                        |                     |                     |                   |                   |                   |                   |                   |                   |        |        |        |        |        |        |        |        |        |        |        |        |        |        |        |        |        |        |        |        |        |        |        |        |        |        |        |        |        |        |        |        |        |        |        |        |        |        |        |
| Rovaniemi HS100                                                               | Rovaniemi HS100 | Ałmaty HS140    | Ałmaty HS140    | Erzurum HS109   | Erzurum HS140   | Engelberg HS137 | Engelberg HS137              | Titisee-Neustadt HS142       | Titisee-Neustadt HS142       | Sapporo HS100                | Sapporo HS134          | Sapporo HS134          | Bischofshofen HS140    | Bischofshofen HS140    | Brotterode HS117    | Brotterode HS117    | Iron Mountain HS133 | Oslo HS106          | Oslo HS106             | Oslo HS106             | Wisła HS134            | Wisła HS134         | Predazzo HS134      | Predazzo HS134    | Kuopio HS127      | Kuopio HS127      | punkty            | punkty            | punkty            | punkty | punkty | punkty | punkty | punkty | punkty | punkty | punkty | punkty | punkty | punkty | punkty | punkty | punkty | punkty | punkty | punkty | punkty | punkty | punkty | punkty | punkty | punkty | punkty | punkty | punkty | punkty | punkty | punkty | punkty | punkty | punkty | punkty | punkty | punkty | punkty | punkty |        |        |
| -                                                                             | -               | -               | -               | -               | -               | -               | -                            | -                            | -                            | -                            | -                      | -                      | 53                     | 43                     | 41                  | 11                  | 33                  | 21                  | 23                     | 31                     | 31                     | 43                  | 39                  | 41                | 28                | 36                | 45                | 45                | 45                | 45     | 45     | 45     | 45     | 45     | 45     | 45     | 45     | 45     | 45     | 45     | 45     | 45     | 45     | 45     | 45     | 45     | 45     | 45     | 45     | 45     | 45     | 45     | 45     | 45     | 45     | 45     | 45     | 45     | 45     | 45     | 45     | 45     | 45     | 45     | 45     | 45     |        |        |
| Sezon 2012/2013                                                               |                 |                 |                 |                 |                 |                 |                              |                              |                              |                              |                        |                        |                        |                        |                     |                     |                     |                     |                        |                        |                        |                     |                     |                   |                   |                   |                   |                   |                   |        |        |        |        |        |        |        |        |        |        |        |        |        |        |        |        |        |        |        |        |        |        |        |        |        |        |        |        |        |        |        |        |        |        |        |        |        |        |        |
| Ałmaty HS140                                                                  | Ałmaty HS140    | Engelberg HS137 | Engelberg HS137 | Zakopane HS134  | Zakopane HS134  | Sapporo HS100   | Sapporo HS134                | Sapporo HS134                | Bischofshofen HS140          | Bischofshofen HS140          | Titisee-Neustadt HS142 | Titisee-Neustadt HS142 | Planica HS139          | Planica HS139          | Iron Mountain HS133 | Iron Mountain HS133 | Iron Mountain HS133 | Brotterode HS117    | Brotterode HS117       | Wisła HS134            | Wisła HS134            | Liberec HS100       | Liberec HS100       | Vikersund HS117   | Vikersund HS117   | Niżny Tagił HS100 | Niżny Tagił HS100 | punkty            | punkty            | punkty | punkty | punkty | punkty | punkty | punkty | punkty | punkty | punkty | punkty | punkty | punkty | punkty | punkty | punkty | punkty | punkty | punkty | punkty | punkty | punkty | punkty | punkty | punkty | punkty | punkty | punkty | punkty | punkty | punkty | punkty | punkty | punkty | punkty | punkty | punkty | punkty | punkty |        |
| 31                                                                            | 33              | 3               | 42              | 31              | 7               | -               | -                            | -                            | 7                            | 5                            | 26                     | 26                     | 10                     | 20                     | -                   | -                   | -                   | -                   | -                      | 6                      | 3                      | 13                  | 8                   | 2                 | 40                | 3                 | 8                 | 548               | 548               | 548    | 548    | 548    | 548    | 548    | 548    | 548    | 548    | 548    | 548    | 548    | 548    | 548    | 548    | 548    | 548    | 548    | 548    | 548    | 548    | 548    | 548    | 548    | 548    | 548    | 548    | 548    | 548    | 548    | 548    | 548    | 548    | 548    | 548    | 548    | 548    | 548    | 548    |        |
| Sezon 2014/2015                                                               |                 |                 |                 |                 |                 |                 |                              |                              |                              |                              |                        |                        |                        |                        |                     |                     |                     |                     |                        |                        |                        |                     |                     |                   |                   |                   |                   |                   |                   |        |        |        |        |        |        |        |        |        |        |        |        |        |        |        |        |        |        |        |        |        |        |        |        |        |        |        |        |        |        |        |        |        |        |        |        |        |        |        |
| Rena HS111                                                                    | Rena HS139      | Rena HS139      | Engelberg HS137 | Engelberg HS137 | Wisła HS134     | Wisła HS134     | Sapporo HS100                | Sapporo HS134                | Sapporo HS134                | Planica HS139                | Planica HS139          | Zakopane HS134         | Zakopane HS134         | Brotterode HS117       | Lahti HS130         | Lahti HS130         | Iron Mountain HS133 | Iron Mountain HS133 | Titisee-Neustadt HS142 | Titisee-Neustadt HS142 | Titisee-Neustadt HS142 | Seefeld HS109       | Seefeld HS109       | Niżny Tagił HS134 | Niżny Tagił HS134 | punkty            | punkty            | punkty            | punkty            | punkty | punkty | punkty | punkty | punkty | punkty | punkty | punkty | punkty | punkty | punkty | punkty | punkty | punkty | punkty | punkty | punkty | punkty | punkty | punkty | punkty | punkty | punkty | punkty | punkty | punkty | punkty | punkty | punkty | punkty | punkty | punkty | punkty | punkty | punkty | punkty |        |        |        |
| -                                                                             | -               | -               | -               | -               | 1               | 8               | -                            | -                            | -                            | -                            | -                      | -                      | -                      | -                      | -                   | -                   | -                   | -                   | -                      | -                      | -                      | -                   | -                   | -                 | -                 | 132               | 132               | 132               | 132               | 132    | 132    | 132    | 132    | 132    | 132    | 132    | 132    | 132    | 132    | 132    | 132    | 132    | 132    | 132    | 132    | 132    | 132    | 132    | 132    | 132    | 132    | 132    | 132    | 132    | 132    | 132    | 132    | 132    | 132    | 132    | 132    | 132    | 132    | 132    | 132    |        |        |        |
| Sezon 2015/2016                                                               |                 |                 |                 |                 |                 |                 |                              |                              |                              |                              |                        |                        |                        |                        |                     |                     |                     |                     |                        |                        |                        |                     |                     |                   |                   |                   |                   |                   |                   |        |        |        |        |        |        |        |        |        |        |        |        |        |        |        |        |        |        |        |        |        |        |        |        |        |        |        |        |        |        |        |        |        |        |        |        |        |        |        |
| Rena HS111                                                                    | Rena HS111      | Rena HS139      | Rovaniemi HS100 | Rovaniemi HS100 | Engelberg HS137 | Engelberg HS137 | Garmisch-Partenkirchen HS140 | Garmisch-Partenkirchen HS140 | Willingen HS145              | Willingen HS145              | Sapporo HS100          | Sapporo HS134          | Sapporo HS134          | Bischofshofen HS140    | Bischofshofen HS140 | Planica HS139       | Planica HS139       | Zakopane HS134      | Zakopane HS134         | Iron Mountain HS133    | Iron Mountain HS133    | Brotterode HS117    | Vikersund HS117     | Vikersund HS117   | Czajkowskij HS140 | Czajkowskij HS140 | punkty            | punkty            | punkty            | punkty | punkty | punkty | punkty | punkty | punkty | punkty | punkty | punkty | punkty | punkty | punkty | punkty | punkty | punkty | punkty | punkty | punkty | punkty | punkty | punkty | punkty | punkty | punkty | punkty | punkty | punkty | punkty | punkty | punkty | punkty | punkty | punkty | punkty | punkty | punkty | punkty |        |        |
| -                                                                             | -               | -               | -               | -               | -               | -               | -                            | -                            | 19                           | 8                            | -                      | -                      | -                      | 33                     | 23                  | 22                  | 31                  | 11                  | 3                      | 15                     | 33                     | -                   | -                   | -                 | 21                | 19                | 183               | 183               | 183               | 183    | 183    | 183    | 183    | 183    | 183    | 183    | 183    | 183    | 183    | 183    | 183    | 183    | 183    | 183    | 183    | 183    | 183    | 183    | 183    | 183    | 183    | 183    | 183    | 183    | 183    | 183    | 183    | 183    | 183    | 183    | 183    | 183    | 183    | 183    | 183    | 183    |        |        |
| Sezon 2016/2017                                                               |                 |                 |                 |                 |                 |                 |                              |                              |                              |                              |                        |                        |                        |                        |                     |                     |                     |                     |                        |                        |                        |                     |                     |                   |                   |                   |                   |                   |                   |        |        |        |        |        |        |        |        |        |        |        |        |        |        |        |        |        |        |        |        |        |        |        |        |        |        |        |        |        |        |        |        |        |        |        |        |        |        |        |
| Vikersund HS117                                                               | Vikersund HS117 | Vikersund HS117 | Ruka HS142      | Ruka HS142      | Engelberg HS140 | Engelberg HS140 | Titisee-Neustadt HS142       | Titisee-Neustadt HS142       | Garmisch-Partenkirchen HS140 | Garmisch-Partenkirchen HS140 | Sapporo HS100          | Sapporo HS137          | Sapporo HS137          | Bischofshofen HS140    | Bischofshofen HS140 | Erzurum HS140       | Erzurum HS109       | Brotterode HS117    | Brotterode HS117       | Planica HS139          | Planica HS139          | Iron Mountain HS133 | Iron Mountain HS133 | Rena HS139        | Rena HS139        | Zakopane HS134    | Zakopane HS134    | Czajkowskij HS106 | Czajkowskij HS106 | punkty |        |        |        |        |        |        |        |        |        |        |        |        |        |        |        |        |        |        |        |        |        |        |        |        |        |        |        |        |        |        |        |        |        |        |        |        |        |        |
| 3                                                                             | 10              | 8               | 9               | 7               | -               | -               | -                            | -                            | -                            | -                            | -                      | -                      | -                      | -                      | -                   | -                   | -                   | -                   | -                      | -                      | -                      | -                   | -                   | -                 | -                 | -                 | -                 | -                 | -                 | 183    |        |        |        |        |        |        |        |        |        |        |        |        |        |        |        |        |        |        |        |        |        |        |        |        |        |        |        |        |        |        |        |        |        |        |        |        |        |        |
| Legenda                                                                       |                 |                 |                 |                 |                 |                 |                              |                              |                              |                              |                        |                        |                        |                        |                     |                     |                     |                     |                        |                        |                        |                     |                     |                   |                   |                   |                   |                   |                   |        |        |        |        |        |        |        |        |        |        |        |        |        |        |        |        |        |        |        |        |        |        |        |        |        |        |        |        |        |        |        |        |        |        |        |        |        |        |        |
| 1 2 3 4-10 11-30 poniżej 30 dq – dyskwalifikacja - – zawodnik nie wystartował |                 |                 |                 |                 |                 |                 |                              |                              |                              |                              |                        |                        |                        |                        |                     |                     |                     |                     |                        |                        |                        |                     |                     |                   |                   |                   |                   |                   |                   |        |        |        |        |        |        |        |        |        |        |        |        |        |        |        |        |        |        |        |        |        |        |        |        |        |        |        |        |        |        |        |        |        |        |        |        |        |        |        |

## Letni Puchar Kontynentalny

### Miejsca w klasyfikacji generalnej
| Sezon | Miejsce | Źr.     |
| ----- | ------- | ------- |
| 2010  | 109.    | [ 382 ] |
| 2011  | 39.     | [ 383 ] |
| 2012  | 21.     | [ 384 ] |
| 2013  | 15.     | [ 385 ] |
| 2014  | 24.     | [ 380 ] |
| 2015  | 48.     | [ 380 ] |
| 2016  | 2.      | [ 380 ] |
| 2017  | 32.     | [ 380 ] |

### Miejsca na podium w konkursach indywidualnych LPK chronologicznie
| Nr | Dzień          | Rok  | Miejscowość | Skocznia           | Punkt K | HS     | Skok 1  | Skok 2  | Nota      | Lok. | Strata   | Zwycięzca           |
| -- | -------------- | ---- | ----------- | ------------------ | ------- | ------ | ------- | ------- | --------- | ---- | -------- | ------------------- |
| 1. | 30 czerwca     | 2013 | Stams       | Brunnentalschanzen | K-105   | HS 115 | 109,5 m | 113,5 m | 250,9 pkt | 3.   | 5,2 pkt  | Jakub Janda         |
| 2. | 2 sierpnia     | 2014 | Wisła       | im. Adama Małysza  | K-120   | HS-134 | 121,5 m | 120,5 m | 233,2 pkt | 3.   | 16,3 pkt | Piotr Żyła          |
| 3. | 24 września    | 2016 | Wisła       | im. Adama Małysza  | K-120   | HS-134 | 126,5 m | 127,0 m | 267,4 pkt | 3.   | 2,2 pkt  | Davide Bresadola    |
| 4. | 30 września    | 2016 | Klingenthal | Vogtland Arena     | K-125   | HS-140 | 131,0 m | 127,0 m | 247,2 pkt | 3.   | 32,9 pkt | Markus Eisenbichler |
| 5. | 1 października | 2016 | Klingenthal | Vogtland Arena     | K-125   | HS-140 | 132,0 m | 139,0 m | 254,1 pkt | 3.   | 5,5 pkt  | Jurij Tepeš         |

### Miejsca w poszczególnych konkursachLetniego Pucharu Kontynentalnego
| Źródło                                                                        | Źródło      | Źródło        | Źródło                       | Źródło                       | Źródło                | Źródło            | Źródło            | Źródło            | Źródło            | Źródło            | Źródło            | Źródło            | Źródło            | Źródło      | Źródło | Źródło | Źródło | Źródło | Źródło | Źródło | Źródło | Źródło | Źródło | Źródło | Źródło | Źródło |
| ----------------------------------------------------------------------------- | ----------- | ------------- | ---------------------------- | ---------------------------- | --------------------- | ----------------- | ----------------- | ----------------- | ----------------- | ----------------- | ----------------- | ----------------- | ----------------- | ----------- | ------ | ------ | ------ | ------ | ------ | ------ | ------ | ------ | ------ | ------ | ------ | ------ |
| 2010                                                                          |             |               |                              |                              |                       |                   |                   |                   |                   |                   |                   |                   |                   |             |        |        |        |        |        |        |        |        |        |        |        |        |
| Kranj HS109                                                                   | Kranj HS109 | Velenje HS94  | Garmisch-Partenkirchen HS140 | Garmisch-Partenkirchen HS140 | Courchevel HS132      | Courchevel HS132  | Lillehammer HS138 | Lillehammer HS138 | Oslo HS106        | Oslo HS106        | Ałmaty HS140      | Ałmaty HS106      | Wisła HS134       | Wisła HS134 | punkty |        |        |        |        |        |        |        |        |        |        |        |
| -                                                                             | -           | -             | -                            | -                            | 37                    | 35                | -                 | -                 | -                 | -                 | 35                | 24                | -                 | -           | 7      |        |        |        |        |        |        |        |        |        |        |        |
| 2011                                                                          |             |               |                              |                              |                       |                   |                   |                   |                   |                   |                   |                   |                   |             |        |        |        |        |        |        |        |        |        |        |        |        |
| Kranj HS109                                                                   | Kranj HS109 | Stams HS115   | Stams HS115                  | Courchevel HS132             | Courchevel HS132      | Trondheim HS140   | Trondheim HS140   | Klingenthal HS140 | Klingenthal HS140 | punkty            | punkty            | punkty            | punkty            | punkty      | punkty | punkty | punkty | punkty |        |        |        |        |        |        |        |        |
| -                                                                             | -           | dq            | 4                            | 41                           | 23                    | -                 | -                 | -                 | -                 | 58                | 58                | 58                | 58                | 58          | 58     | 58     | 58     | 58     |        |        |        |        |        |        |        |        |
| 2012                                                                          |             |               |                              |                              |                       |                   |                   |                   |                   |                   |                   |                   |                   |             |        |        |        |        |        |        |        |        |        |        |        |        |
| Stams HS115                                                                   | Stams HS115 | Kranj HS109   | Kranj HS109                  | Krasnaja Polana HS140        | Krasnaja Polana HS140 | Kuopio HS127      | Kuopio HS127      | Lillehammer HS138 | Lillehammer HS138 | Czajkowskij HS140 | Czajkowskij HS140 | Klingenthal HS140 | Klingenthal HS140 | punkty      | punkty | punkty | punkty | punkty | punkty | punkty | punkty | punkty |        |        |        |        |
| 20                                                                            | dq          | dq            | 57                           | 29                           | 35                    | 19                | 35                | 34                | 37                | 12                | 5                 | 5                 | 23                | 145         | 145    | 145    | 145    | 145    | 145    | 145    | 145    | 145    |        |        |        |        |
| 2013                                                                          |             |               |                              |                              |                       |                   |                   |                   |                   |                   |                   |                   |                   |             |        |        |        |        |        |        |        |        |        |        |        |        |
| Stams HS115                                                                   | Stams HS115 | Kranj HS109   | Kranj HS109                  | Kuopio HS127                 | Kuopio HS127          | Lillehammer HS138 | Lillehammer HS138 | Klingenthal HS140 | Klingenthal HS140 | punkty            | punkty            | punkty            | punkty            | punkty      | punkty | punkty | punkty | punkty |        |        |        |        |        |        |        |        |
| 10                                                                            | 3           | 6             | 38                           | -                            | -                     | -                 | -                 | -                 | -                 | 126               | 126               | 126               | 126               | 126         | 126    | 126    | 126    | 126    |        |        |        |        |        |        |        |        |
| 2014                                                                          |             |               |                              |                              |                       |                   |                   |                   |                   |                   |                   |                   |                   |             |        |        |        |        |        |        |        |        |        |        |        |        |
| Kranj HS109                                                                   | Kranj HS109 | Wisła HS134   | Wisła HS134                  | Kuopio HS127                 | Kuopio HS127          | Frenštát HS106    | Frenštát HS106    | Klingenthal HS140 | Klingenthal HS140 | Stams HS115       | Stams HS115       | Trondheim HS140   | Trondheim HS140   | punkty      | punkty | punkty | punkty | punkty | punkty | punkty | punkty | punkty |        |        |        |        |
| -                                                                             | -           | 6             | 3                            | -                            | -                     | -                 | -                 | -                 | -                 | -                 | -                 | 12                | 19                | 134         | 134    | 134    | 134    | 134    | 134    | 134    | 134    | 134    |        |        |        |        |
| 2015                                                                          |             |               |                              |                              |                       |                   |                   |                   |                   |                   |                   |                   |                   |             |        |        |        |        |        |        |        |        |        |        |        |        |
| Kranj HS109                                                                   | Kranj HS109 | Wisła HS134   | Wisła HS134                  | Kuopio HS127                 | Kuopio HS127          | Frenštát HS106    | Frenštát HS106    | Stams HS115       | Stams HS115       | Oslo HS106        | Oslo HS106        | Klingenthal HS140 | Klingenthal HS140 | punkty      | punkty | punkty | punkty | punkty | punkty | punkty | punkty | punkty |        |        |        |        |
| -                                                                             | -           | 9             | 10                           | -                            | -                     | -                 | -                 | -                 | -                 | -                 | -                 | -                 | -                 | 55          | 55     | 55     | 55     | 55     | 55     | 55     | 55     | 55     |        |        |        |        |
| 2016                                                                          |             |               |                              |                              |                       |                   |                   |                   |                   |                   |                   |                   |                   |             |        |        |        |        |        |        |        |        |        |        |        |        |
| Kranj HS109                                                                   | Kranj HS109 | Kuopio HS127  | Kuopio HS127                 | Frenštát HS106               | Frenštát HS106        | Lillehammer HS138 | Lillehammer HS138 | Stams HS115       | Stams HS115       | Wisła HS134       | Wisła HS134       | Klingenthal HS140 | Klingenthal HS140 | punkty      | punkty | punkty | punkty | punkty | punkty | punkty | punkty | punkty |        |        |        |        |
| 4                                                                             | 10          | 6             | 4                            | -                            | -                     | 10                | 18                | 11                | 34                | 3                 | 9                 | 3                 | 3                 | 438         | 438    | 438    | 438    | 438    | 438    | 438    | 438    | 438    |        |        |        |        |
| 2017                                                                          |             |               |                              |                              |                       |                   |                   |                   |                   |                   |                   |                   |                   |             |        |        |        |        |        |        |        |        |        |        |        |        |
| Kranj HS109                                                                   | Kranj HS109 | Szczyrk HS106 | Wisła HS134                  | Frenštát HS106               | Stams HS115           | Stams HS115       | Trondheim HS138   | Trondheim HS138   | Râșnov HS100      | Râșnov HS100      | Klingenthal HS140 | Klingenthal HS140 | punkty            | punkty      | punkty | punkty | punkty | punkty | punkty | punkty | punkty |        |        |        |        |        |
| -                                                                             | -           | 13            | 13                           | 29                           | 42                    | 35                | 35                | 16                | 14                | 33                | -                 | -                 | 75                | 75          | 75     | 75     | 75     | 75     | 75     | 75     | 75     |        |        |        |        |        |
| Legenda                                                                       |             |               |                              |                              |                       |                   |                   |                   |                   |                   |                   |                   |                   |             |        |        |        |        |        |        |        |        |        |        |        |        |
| 1 2 3 4-10 11-30 poniżej 30 dq – dyskwalifikacja - – zawodnik nie wystartował |             |               |                              |                              |                       |                   |                   |                   |                   |                   |                   |                   |                   |             |        |        |        |        |        |        |        |        |        |        |        |        |

### Puchar Beskidów

#### Miejsca w klasyfikacji generalnej
| Sezon | Miejsce |
| ----- | ------- |
| 2017  | 16.     |

## FIS Cup

### Miejsca w klasyfikacji generalnej
| Sezon     | Miejsce |
| --------- | ------- |
| 2006/2007 | 74.     |
| 2007/2008 | 114.    |
| 2008/2009 | 140.    |
| 2009/2010 | 6.      |
| 2010/2011 | 51.     |
| 2016/2017 | 11.     |
| 2017/2018 | 101.    |

### Zwycięstwa w konkursach FIS Cupu chronologicznie
| Nr | Dzień       | Rok  | Miejscowość | Skocznia | Punkt K | HS     | Skok 1  | Skok 2  | Nota      |
| -- | ----------- | ---- | ----------- | -------- | ------- | ------ | ------- | ------- | --------- |
| 1. | 18 sierpnia | 2016 | Kuopio      | Puijo    | K-120   | HS-127 | 127,5 m | 123,5 m | 240,4 pkt |
| 2. | 19 sierpnia | 2016 | Kuopio      | Puijo    | K-120   | HS-127 | 123,0 m | 126,5 m | 243,8 pkt |

### Miejsca na podium w konkursach FIS Cupu chronologicznie
| Nr | Dzień       | Rok  | Miejscowość         | Skocznia  | Punkt K | HS     | Skok 1  | Skok 2  | Nota      | Lok. | Strata   | Zwycięzca       |
| -- | ----------- | ---- | ------------------- | --------- | ------- | ------ | ------- | ------- | --------- | ---- | -------- | --------------- |
| 1. | 12 września | 2009 | Szczyrbskie Jezioro | MS 1970 B | K-90    | HS-100 | 90,5 m  | 90,5 m  | 226,5 pkt | 3.   | 11,0 pkt | Jörg Ritzerfeld |
| 2. | 13 września | 2009 | Szczyrbskie Jezioro | MS 1970 B | K-90    | HS-100 | 100,5 m | 89,0 m  | 246,0 pkt | 3.   | 7,5 pkt  | Jörg Ritzerfeld |
| 3. | 16 stycznia | 2011 | Szczyrk             | Skalite   | K-95    | HS-106 | 100,0 m | 104,0 m | 254,0 pkt | 3.   | 7,0 pkt  | Martin Cikl     |
| 4. | 18 sierpnia | 2016 | Kuopio              | Puijo     | K-120   | HS-127 | 127,5 m | 123,5 m | 240,4 pkt | 1.   | –        | –               |
| 5. | 19 sierpnia | 2016 | Kuopio              | Puijo     | K-120   | HS-127 | 123,0 m | 126,5 m | 243,8 pkt | 1.   | –        | –               |

### Miejsca w poszczególnych konkursachFIS Cupu
| Sezon 2005/2006                                                               |                |                        |                     |                  |                     |                     |                  |                     |                    |                |                |                     |                     |                |                |                 |                 |               |               |             |            |         |        |            |            |        |        |        |        |        |        |        |        |        |        |        |        |        |        |        |        |        |        |
| Predazzo                                                                      | Predazzo       | Bischofshofen          | Bischofshofen       | Sankt Moritz     | Sankt Moritz        | Vikersund           | Vikersund        | Kuopio              | Kuopio             | Seefeld        | Harrachov      | Harrachov           | Ljubno              | Ljubno         | Courchevel     | Courchevel      | Zaō             | Zaō           | Sapporo       | Zakopane    | punkty     | punkty  | punkty | punkty     | punkty     | punkty | punkty | punkty | punkty | punkty | punkty | punkty | punkty | punkty | punkty | punkty | punkty | punkty | punkty |        |        |        |        |
| -                                                                             | -              | -                      | -                   | -                | -                   | -                   | -                | -                   | -                  | -              | -              | -                   | -                   | -              | -              | -               | -               | -             | -             | 34          | 0          | 0       | 0      | 0          | 0          | 0      | 0      | 0      | 0      | 0      | 0      | 0      | 0      | 0      | 0      | 0      | 0      | 0      | 0      |        |        |        |        |
| Sezon 2006/2007                                                               |                |                        |                     |                  |                     |                     |                  |                     |                    |                |                |                     |                     |                |                |                 |                 |               |               |             |            |         |        |            |            |        |        |        |        |        |        |        |        |        |        |        |        |        |        |        |        |        |        |
| Bischofshofen                                                                 | Bischofshofen  | Garmisch-Partenkirchen | Örnsköldsvik        | Örnsköldsvik     | Einsiedeln          | Einsiedeln          | Seefeld          | Chaux-Neuve         | Chaux-Neuve        | Zakopane       | Zakopane       | Zaō                 | Zaō                 | Sapporo        | punkty         | punkty          | punkty          | punkty        | punkty        | punkty      | punkty     | punkty  | punkty | punkty     | punkty     | punkty | punkty | punkty | punkty | punkty | punkty | punkty | punkty |        |        |        |        |        |        |        |        |        |        |
| -                                                                             | -              | dq                     | -                   | -                | 26                  | 19                  | -                | -                   | -                  | 17             | 24             | -                   | -                   | -              | 38             | 38              | 38              | 38            | 38            | 38          | 38         | 38      | 38     | 38         | 38         | 38     | 38     | 38     | 38     | 38     | 38     | 38     | 38     |        |        |        |        |        |        |        |        |        |        |
| Sezon 2007/2008                                                               |                |                        |                     |                  |                     |                     |                  |                     |                    |                |                |                     |                     |                |                |                 |                 |               |               |             |            |         |        |            |            |        |        |        |        |        |        |        |        |        |        |        |        |        |        |        |        |        |        |
| Bischofshofen                                                                 | Bischofshofen  | Oberwiesenthal         | Oberwiesenthal      | Falun            | Falun               | Einsiedeln          | Einsiedeln       | Notodden            | Notodden           | Harrachov      | Harrachov      | Lauscha             | Lauscha             | Eisenerz       | Eisenerz       | Kuopio          | Kuopio          | Szczyrk       | Szczyrk       | Whistler    | Whistler   | Sapporo | Zaō    | Zaō        | punkty     | punkty | punkty | punkty | punkty | punkty | punkty | punkty | punkty | punkty | punkty | punkty | punkty | punkty | punkty | punkty | punkty | punkty | punkty |
| -                                                                             | -              | 42                     | 31                  | -                | -                   | 12                  | 30               | -                   | -                  | 59             | 51             | -                   | -                   | -              | -              | -               | -               | 18            | 14            | -           | -          | -       | -      | -          | 54         | 54     | 54     | 54     | 54     | 54     | 54     | 54     | 54     | 54     | 54     | 54     | 54     | 54     | 54     | 54     | 54     | 54     | 54     |
| Sezon 2008/2009                                                               |                |                        |                     |                  |                     |                     |                  |                     |                    |                |                |                     |                     |                |                |                 |                 |               |               |             |            |         |        |            |            |        |        |        |        |        |        |        |        |        |        |        |        |        |        |        |        |        |        |
| Oberwiesenthal                                                                | Oberwiesenthal | Szczyrbskie Jezioro    | Szczyrbskie Jezioro | Predazzo         | Predazzo            | Einsiedeln          | Einsiedeln       | Szczyrbskie Jezioro | Harrachov          | Harrachov      | Yabuli         | Lauscha             | Eisenerz            | Eisenerz       | Notodden       | Notodden        | Ljubno          | Ljubno        | Zaō           | Zaō         | Sapporo    | punkty  | punkty | punkty     | punkty     | punkty | punkty | punkty | punkty | punkty | punkty | punkty | punkty | punkty | punkty | punkty | punkty | punkty | punkty | punkty |        |        |        |
| -                                                                             | -              | -                      | -                   | -                | -                   | -                   | -                | 21                  | 29                 | 29             | -              | 15                  | -                   | -              | -              | -               | -               | -             | -             | -           | -          | 30      | 30     | 30         | 30         | 30     | 30     | 30     | 30     | 30     | 30     | 30     | 30     | 30     | 30     | 30     | 30     | 30     | 30     | 30     |        |        |        |
| Sezon 2009/2010                                                               |                |                        |                     |                  |                     |                     |                  |                     |                    |                |                |                     |                     |                |                |                 |                 |               |               |             |            |         |        |            |            |        |        |        |        |        |        |        |        |        |        |        |        |        |        |        |        |        |        |
| Villach                                                                       | Predazzo       | Predazzo               | Oberwiesenthal      | Oberwiesenthal   | Szczyrbskie Jezioro | Szczyrbskie Jezioro | Falun            | Falun               | Einsiedeln         | Einsiedeln     | Notodden       | Notodden            | Harrachov           | Harrachov      | Szczyrk        | Szczyrk         | Lauscha         | Lauscha       | Villach       | Kranj       | Kranj      | Zaō     | Zaō    | Courchevel | Courchevel | punkty |        |        |        |        |        |        |        |        |        |        |        |        |        |        |        |        |        |
| -                                                                             | -              | -                      | -                   | -                | 3                   | 3                   | -                | -                   | -                  | -              | -              | -                   | 7                   | 7              | 4              | 4               | -               | -             | 20            | -           | -          | 5       | 6      | -          | -          | 388    |        |        |        |        |        |        |        |        |        |        |        |        |        |        |        |        |        |
| Sezon 2010/2011                                                               |                |                        |                     |                  |                     |                     |                  |                     |                    |                |                |                     |                     |                |                |                 |                 |               |               |             |            |         |        |            |            |        |        |        |        |        |        |        |        |        |        |        |        |        |        |        |        |        |        |
| Villach                                                                       | Villach        | Szczyrbskie Jezioro    | Szczyrbskie Jezioro | Örnsköldsvik     | Örnsköldsvik        | Falun               | Falun            | Einsiedeln          | Einsiedeln         | Notodden       | Notodden       | Szczyrbskie Jezioro | Szczyrbskie Jezioro | Szczyrk        | Szczyrk        | Kranj           | Kranj           | Ramsau        | Ramsau        | Ruhpolding  | Ruhpolding | Zaō     | Zaō    | punkty     | punkty     | punkty | punkty | punkty | punkty | punkty | punkty | punkty | punkty | punkty | punkty | punkty | punkty | punkty | punkty | punkty | punkty | punkty |        |
| -                                                                             | -              | -                      | -                   | -                | -                   | -                   | -                | -                   | -                  | -              | -              | 17                  | 9                   | 51             | 3              | -               | -               | -             | -             | -           | -          | -       | -      | 103        | 103        | 103    | 103    | 103    | 103    | 103    | 103    | 103    | 103    | 103    | 103    | 103    | 103    | 103    | 103    | 103    | 103    | 103    |        |
| Sezon 2016/2017                                                               |                |                        |                     |                  |                     |                     |                  |                     |                    |                |                |                     |                     |                |                |                 |                 |               |               |             |            |         |        |            |            |        |        |        |        |        |        |        |        |        |        |        |        |        |        |        |        |        |        |
| Villach HS98                                                                  | Villach HS98   | Szczyrk HS106          | Szczyrk HS106       | Kuopio HS127     | Kuopio HS127        | Einsiedeln HS117    | Einsiedeln HS117 | Hinterzarten HS108  | Hinterzarten HS108 | Râșnov HS100   | Râșnov HS100   | Notodden HS98       | Notodden HS98       | Zakopane HS134 | Zakopane HS134 | Eau Claire HS95 | Eau Claire HS95 | Sapporo HS100 | Sapporo HS134 | punkty      | punkty     | punkty  | punkty | punkty     | punkty     | punkty | punkty | punkty | punkty | punkty | punkty | punkty | punkty | punkty | punkty | punkty | punkty | punkty |        |        |        |        |        |
| -                                                                             | -              | 5                      | 11                  | 1                | 1                   | -                   | -                | -                   | -                  | -              | -              | -                   | -                   | -              | -              | -               | -               | -             | -             | 269         | 269        | 269     | 269    | 269        | 269        | 269    | 269    | 269    | 269    | 269    | 269    | 269    | 269    | 269    | 269    | 269    | 269    | 269    |        |        |        |        |        |
| Sezon 2017/2018                                                               |                |                        |                     |                  |                     |                     |                  |                     |                    |                |                |                     |                     |                |                |                 |                 |               |               |             |            |         |        |            |            |        |        |        |        |        |        |        |        |        |        |        |        |        |        |        |        |        |        |
| Villach HS98                                                                  | Villach HS98   | Kuopio HS127           | Kuopio HS127        | Kandersteg HS106 | Kandersteg HS106    | Râșnov HS100        | Râșnov HS100     | Whistler HS104      | Whistler HS104     | Notodden HS100 | Notodden HS100 | Zakopane HS140      | Zakopane HS140      | Planica HS102  | Planica HS102  | Rastbüchl HS78  | Rastbüchl HS78  | Villach HS98  | Villach HS98  | Falun HS100 | punkty     | punkty  | punkty | punkty     | punkty     | punkty | punkty | punkty | punkty | punkty | punkty | punkty | punkty | punkty | punkty | punkty | punkty | punkty | punkty |        |        |        |        |
| -                                                                             | -              | -                      | -                   | -                | -                   | -                   | -                | -                   | -                  | 20             | 14             | -                   | -                   | -              | -              | -               | -               | -             | -             | -           | 29         | 29      | 29     | 29         | 29         | 29     | 29     | 29     | 29     | 29     | 29     | 29     | 29     | 29     | 29     | 29     | 29     | 29     | 29     |        |        |        |        |
| Legenda                                                                       |                |                        |                     |                  |                     |                     |                  |                     |                    |                |                |                     |                     |                |                |                 |                 |               |               |             |            |         |        |            |            |        |        |        |        |        |        |        |        |        |        |        |        |        |        |        |        |        |        |
| 1 2 3 4-10 11-30 poniżej 30 dq – dyskwalifikacja - – zawodnik nie wystartował |                |                        |                     |                  |                     |                     |                  |                     |                    |                |                |                     |                     |                |                |                 |                 |               |               |             |            |         |        |            |            |        |        |        |        |        |        |        |        |        |        |        |        |        |        |        |        |        |        |

## Mistrzostwa Polski

### Zimowe mistrzostwa Polski seniorów (indywidualnie)
Opracowano na podstawie.
| Miejsce | Dzień      | Rok  | Miejscowość | Skocznia          | Punkt K | HS     | Konkurs | Skok 1  | Skok 2  | Nota      | Strata    | Zwycięzca   |
| ------- | ---------- | ---- | ----------- | ----------------- | ------- | ------ | ------- | ------- | ------- | --------- | --------- | ----------- |
| 57.     | 26 lutego  | 2006 | Zakopane    | Średnia Krokiew   | K-85    | HS-94  | ind.    | 61,5 m  | -       | 56,5 pkt  | 193,0 pkt | Adam Małysz |
| 45.     | 26 grudnia | 2007 | Zakopane    | Wielka Krokiew    | K-120   | HS-134 | ind.    | 89,0 m  | -       | 45,7 pkt  | 219,7 pkt | Kamil Stoch |
| 33.     | 14 lutego  | 2009 | Wisła       | im. Adama Małysza | K-120   | HS-134 | ind.    | 91,0 m  | -       | 52,8 pkt  | 178,6 pkt | Kamil Stoch |
| 18.     | 26 grudnia | 2009 | Szczyrk     | Skalite           | K-95    | HS-106 | ind.    | 81,5 m  | 90,5 m  | 180,0 pkt | 76,0 pkt  | Adam Małysz |
| 17.     | 26 grudnia | 2010 | Zakopane    | Wielka Krokiew    | K-120   | HS-134 | ind.    | 105,5 m | 105,5 m | 166,8 pkt | 105,8 pkt | Adam Małysz |
| 12.     | 19 lutego  | 2011 | Szczyrk     | Skalite           | K-95    | HS-106 | ind.    | 89,5 m  | 95,5 m  | 213,5 pkt | 45,0 pkt  | Kamil Stoch |
| 9.      | 26 grudnia | 2011 | Wisła       | im. Adama Małysza | K-120   | HS-134 | ind.    | 116,0 m | 114,5 m | 217,2 pkt | 72,0 pkt  | Kamil Stoch |
| 8.      | 25 marca   | 2012 | Zakopane    | Wielka Krokiew    | K-120   | HS-134 | ind.    | 116,0 m | 122,0 m | 221,4 pkt | 64,5 pkt  | Kamil Stoch |
| 9.      | 27 marca   | 2013 | Wisła       | im. Adama Małysza | K-120   | HS-134 | ind.    | 125,5 m | 126,0 m | 272,3 pkt | 44,5 pkt  | Maciej Kot  |
| 3.      | 23 grudnia | 2014 | Wisła       | im. Adama Małysza | K-120   | HS-134 | ind.    | 114,0 m | 122,5 m | 218,7 pkt | 36,4 pkt  | Piotr Żyła  |
| 11.     | 24 marca   | 2015 | Zakopane    | Wielka Krokiew    | K-120   | HS-134 | ind.    | 115,5 m | 128,5 m | 234,2 pkt | 75,9 pkt  | Kamil Stoch |
| 7.      | 22 marca   | 2016 | Wisła       | im. Adama Małysza | K-120   | HS-134 | ind.    | 129,0 m | 123,0 m | 249,1 pkt | 24,3 pkt  | Maciej Kot  |
| 4.      | 26 grudnia | 2016 | Zakopane    | Wielka Krokiew    | K-120   | HS-134 | ind.    | 122,5 m | 136,0 m | 260,8 pkt | 12,6 pkt  | Piotr Żyła  |

### Letnie mistrzostwa Polski seniorów (indywidualnie)
Opracowano na podstawie.
| Miejsce | Dzień           | Rok  | Miejscowość | Skocznia          | Punkt K | HS     | Konkurs | Skok 1  | Skok 2  | Nota      | Strata    | Zwycięzca     |
| ------- | --------------- | ---- | ----------- | ----------------- | ------- | ------ | ------- | ------- | ------- | --------- | --------- | ------------- |
| 31.     | 13 października | 2007 | Zakopane    | Wielka Krokiew    | K-120   | HS-134 | ind.    | 102,0 m | -       | 77,1 pkt  | 194,8 pkt | Adam Małysz   |
| 26.     | 14 października | 2007 | Zakopane    | Średnia Krokiew   | K-85    | HS-94  | ind.    | 75,5 m  | 73,5 m  | 179,5 pkt | 73,5 pkt  | Adam Małysz   |
| 32.     | 27 września     | 2008 | Wisła       | im. Adama Małysza | K-120   | HS-134 | ind.    | 91,5 m  | -       | 56,7 pkt  | 221,9 pkt | Adam Małysz   |
| 18.     | 10 października | 2009 | Zakopane    | Średnia Krokiew   | K-85    | HS-94  | ind.    | 78,5 m  | 81,0 m  | 202,5 pkt | 43,5 pkt  | Adam Małysz   |
| 16.     | 11 października | 2009 | Zakopane    | Wielka Krokiew    | K-120   | HS-134 | ind.    | 115,5 m | 113,0 m | 202,8 pkt | 61,9 pkt  | Adam Małysz   |
| 18.     | 23 lipca        | 2010 | Szczyrk     | Skalite           | K-95    | HS-106 | ind.    | 85,5 m  | 84,5 m  | 178,0 pkt | 84,5 pkt  | Adam Małysz   |
| 25.     | 25 lipca        | 2010 | Wisła       | im. Adama Małysza | K-120   | HS-134 | ind.    | 103,5 m | 89,5 m  | 130,9 pkt | 147,2 pkt | Adam Małysz   |
| 12.     | 17 września     | 2011 | Zakopane    | Wielka Krokiew    | K-120   | HS-134 | ind.    | 117,5 m | 109,5 m | 200,1 pkt | 53,3 pkt  | Kamil Stoch   |
| 17.     | 2 września      | 2012 | Wisła       | im. Adama Małysza | K-120   | HS-134 | ind.    | 117,5 m | 113,5 m | 207,4 pkt | 48,3 pkt  | Maciej Kot    |
| 8.      | 1 września      | 2013 | Szczyrk     | Skalite           | K-95    | HS-106 | ind.    | 98,5 m  | 101,0 m | 257,5 pkt | 9,0 pkt   | Dawid Kubacki |
| 1.      | 8 września      | 2013 | Zakopane    | Wielka Krokiew    | K-120   | HS-134 | ind.    | 128,5 m | 130,0 m | 263,8 pkt | colspan=2 | -             |
| 11.     | 19 lipca        | 2014 | Wisła       | im. Adama Małysza | K-120   | HS-134 | ind.    | 120,0 m | 120,5 m | 228,4 pkt | 51,2 pkt  | Kamil Stoch   |
| 8.      | 11 października | 2014 | Szczyrk     | Skalite           | K-95    | HS-106 | ind.    | 94,0 m  | 99,0 m  | 233,5 pkt | 42,5 pkt  | Piotr Żyła    |
| 8.      | 18 lipca        | 2015 | Wisła       | im. Adama Małysza | K-120   | HS-134 | ind.    | 125,0 m | 119,0 m | 235,2 pkt | 31,4 pkt  | Dawid Kubacki |
| 9.      | 9 października  | 2015 | Szczyrk     | Skalite           | K-95    | HS-106 | ind.    | 99,0 m  | 100,0 m | 245,0 pkt | 23,5 pkt  | Dawid Kubacki |
| 4.      | 8 października  | 2016 | Wisła       | im. Adama Małysza | K-120   | HS-134 | ind.    | 122,0 m | 121,5 m | 241,5 pkt | 50,9 pkt  | Maciej Kot    |

## Lotos Cup

### Miejsca w klasyfikacji generalnej Lotos Cup
| Sezon | Miejsce | Kategoria       |
| ----- | ------- | --------------- |
| 2005  | 10.     | Dzieci          |
| 2006  | 4.      | Juniorzy młodsi |
| 2007  | 5.      | Juniorzy młodsi |
| 2008  | 7.      | Junior B        |
| 2009  | 11.     | Junior B        |

## Rekordy skoczni
| Data             | Miejsce     | Skocznia             | Punkt K | HS     | Rekord | Uwagi                                                                                 |
| ---------------- | ----------- | -------------------- | ------- | ------ | ------ | ------------------------------------------------------------------------------------- |
| 14 września 2013 | Niżny Tagił | Aist                 | K-90    | HS-100 | 98,5 m | Rekord letni, pobity tego samego dnia przez Jakuba Jandę                              |
| 15 września 2013 | Niżny Tagił | Aist                 | K-120   | HS-134 | 128 m  | Rekord letni, poprawiony tego samego dnia                                             |
| 15 września 2013 | Niżny Tagił | Aist                 | K-120   | HS-134 | 131 m  | Rekord letni, pobity tego samego dnia przez Dmitrija Wasiljewa                        |
| 21 grudnia 2013  | Engelberg   | Gross-Titlis-Schanze | K-125   | HS 137 | 141 m  | Wyrównanie rekordu Simona Ammanna oraz Janne Ahonena, poprawiony przez Petera Prevca. |

## Inne sukcesy
- 2005/2006
  - Zwycięstwo i dwukrotnie 3. miejsce w konkursach Letniej Ligi w Zakopanem (junior młodszy)[21][25][26]
  - Złoty i srebrny medal Ogólnopolskiej Olimpiady Młodzieży w Karpaczu i Lubawce (junior młodszy)[31][32]
  - 2. miejsce w konkursie Pucharu Ferii w Zakopanem (junior młodszy)[34]
- 2006/2007
  - 2. miejsce w konkursie o Wielki Puchar Crunchips w Zakopanem (1990–1991)[41]
  - 3. miejsce w konkursie Letniej Ligi w Zakopanem (1991–1992)[44]
  - Zwycięstwo w indywidualnych Mistrzostwach Uczniowskich Klubów Sportowych w Szczyrku i srebrny medal w konkursie drużynowym (Junior B)[45]
- 2008/2009
  - Mistrz UKS w Szczyrku (Junior B)[86]
  - Złoty medal na dużej skoczni i brązowy na normalnej w Mistrzostwach TZN w Zakopanem (Junior B)[88]
- 2009/2010
  - 2. miejsce w konkursie o Wielki Puchar Crunchips w Zakopanem (Junior A)[92]
- 2010/2011
  - Zwycięstwo w konkursie o Wielki Puchar Crunchips w Zakopanem (Junior A)[106]
  - Srebrny medal w Mistrzostwach TZN 2010 w Zakopanem (open)[124]
  - Dwa złote medale w Mistrzostwach TZN 2011 w Zakopanem (Junior A)[130][131]
- 2011/2012
  - 3. miejsce w konkursie o Puchar Solidarności w Zakopanem (open)[139]
- 2012/2013
  - 3. miejsce w konkursie o Puchar Solidarności w Zakopanem (open)[153]
- 2013/2014
  - 2. miejsce w konkursie o Puchar Solidarności w Zakopanem (open)[214]